# جامعة بورتلاند الحكومية
جامعة ولاية بورتلاند (الإنجليزية:Portland State University) (اختصارا:PSU)هي جامعة بحثية عامة في بورتلاند، أوريغون. تأسست في عام 1946 كمؤسسة تعليمية بعد الثانوية لقدامى المحاربين في الحرب العالمية الثانية. تطورت إلى كلية لمدة أربع سنوات على مدى العقدين التاليين وتم منحها وضع الجامعة في عام 1969. وهي الجامعة العامة الوحيدة في ولاية أوريغون التي تقع في مدينة كبيرة. يحكمها مجلس أمناء. تم تصنيف جامعة ولاية بورتلاند ضمن الفئة «R2: جامعات الدكتوراه - نشاط بحثي عالي».
تتكون ولاية بورتلاند من سبع كليات، تقدم درجات جامعية في مائة وثلاثة وعشرين مجالًا، ودرجات الدراسات العليا في مائة وسبعة عشر مجالًا. تشمل المدارس في ولاية بورتلاند كلية إدارة الأعمال، وكلية التربية، وكلية الخدمة الاجتماعية، وكلية الشؤون الحضرية والعامة، وكلية الآداب، وكلية مسيح للهندسة وعلوم الكمبيوتر، وكلية الآداب والعلوم الليبرالية. تُعرف الفرق الرياضية باسم فريق ولاية بورتلاند للفايكنج بألوان المدرسة باللونين الأخضر والأبيض. تتنافس الفرق على المستوى الأول من الرابطة الوطنية لرياضة الجامعات، ولا سيما في مؤتمر بيج سكاي.

## التاريخ

### 1946-1964: التأسيس
تأسست جامعة ولاية بورتلاند كمركز تمديد فانبورت في يونيو 1946، أسسها ستيفن إدوارد إبلر، وهو من مواليد ولاية أيوا. تخرج ايبلر من كلية كوتنر في لينكولن، نبراسكا، ولاحقًا من جامعة كولومبيا في مدينة نيويورك، قبل أن ينضم إلى الجيش للقتال في الحرب العالمية الثانية. بعد عودته إلى الولايات المتحدة بعد الخدمة، أصبح إيبلر مستشارًا للمحاربين القدامى في قسم الإرشاد العام بولاية أوريغون في بورتلاند. تم تصميم مركز تمديد فانبورت بواسطة ايبلر من أجل تلبية الطلب على التعليم العالي في بورتلاند لعودة قدامى المحاربين في الحرب العالمية الثانية، والاستفادة من جي بيل. تم تمرير قانون الجنود الأمريكيين في عام 1944 لتوفير التعليم الجامعي أو الثانوي أو المهني للمحاربين القدامى العائدين في الحرب العالمية الثانية، بالإضافة إلى تعويض البطالة لمدة عام واحد.
عقدت الفصول الأولى في مدرسة فانبورت جونيور الثانوية. ضمت الجلسة الصيفية الأولى 221 طالبًا، وبلغت الرسوم الدراسية والرسوم 50 دولارًا. تم تسجيل أكثر من 1410 طالبًا في فصل الخريف لعام 1946، والذي تم تأجيله حتى 7 أكتوبر 1946 بسبب نقص المساحة. نظرًا لأن عدد السكان في فانبورت كان يتناقص بعد الحرب العالمية الثانية، كان مركز الإرشاد قادرًا على استخدام المباني التي تم إنشاؤها لأغراض أخرى: مركزان لرعاية الأطفال، ومبنى ترفيهي به ثلاثة فصول دراسية، ومركز تسوق، والذي تطلب تعديلًا كبيرًا لإيواء مكتبة، مكاتب وستة فصول دراسية. بالإضافة إلى مدرسة فانبورت جونيور الثانوية، تم استخدام مدرستي لينكولن وجيفرسون الثانوية بعد ساعات الدراسة، بالإضافة إلى كليات طب الأسنان والطب بجامعة أوريغون الواقعة في بورتلاند.

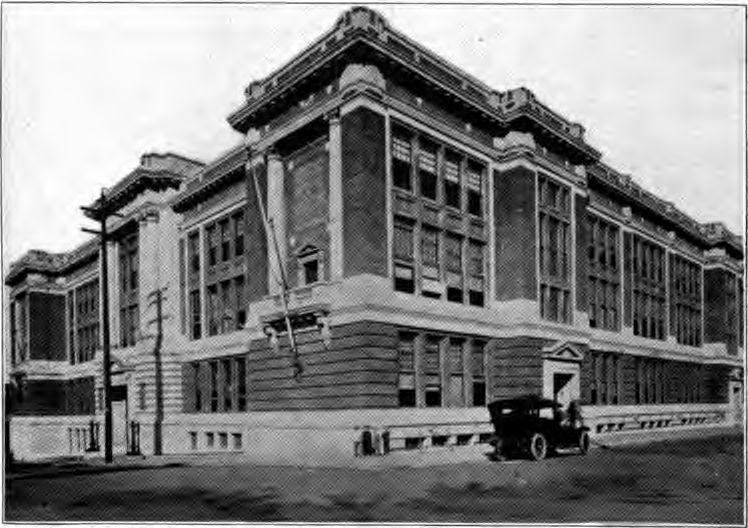
لينكولن هول ج. 1920. ثم أصبحت مدرسة ثانوية ، وهي الآن بمثابة مسرح الجامعة ومركز الفنون المسرحية.

بعد فيضان فانبورت في 30 مايو 1948، أصبحت الكلية معروفة باسم «الكلية التي لن تموت» لرفضها الإغلاق بعد الفيضان.  صاغ المصطلح لويس هينيسي، وهو طالب كتب عن الكلية والفيضان في صحيفة كريستيشن ساينس مونيتور، رغم من أن الطلاب أطلقوا على المدرسة اسم «الكلية بلا مستقبل». (كانت هينيسي والدة الشاعر غاري سنايدر.احتلت المدرسة ثانوية جرانت في صيف عام 1948،  ثم قامت بتحويل المباني على عجل في حوض بناء السفن في أوريغون، المعروف باسم سفينة أوريغون. في عام 1953، انتقلت المدرسة إلى وسط مدينة بورتلاند واحتلت المباني التي تم إخلاؤها لمدرسة لينكولن الثانوية في إس دبليو شارع برودواي، بما في ذلك لينكولن هول، التي كانت تعرف آنذاك باسم «أولد ماين».
غيرت المدرسة اسمها إلى مركز ملحق ولاية بورتلاند بين ديسمبر 1951 وفبراير 1952، وحصلت أيضًا على لقب عام، "The U by the Slough."  في عام 1955، غير المركز اسمه إلى كلية بورتلاند ستيت للاحتفال بنضجها إلى مؤسسة تمنح درجة جامعية مدتها أربع سنوات،  على الرغم من وضع قيود صارمة على مناهج الكلية ونموها. لم يتم انتخاب ايبلير، الذي قام بحملة للحصول على دور رئاسي في الكلية، من قبل مجلس الولاية. بدون حصة إدارية في الكلية، ترك إيبلر ووافق على الرئاسة في كلية ريدلي بكاليفورنيا. بحلول عام 1956، انخفض عدد المخضرمين في الكلية، ولم يعد طعام الأطفال متوفرًا في المكتبة.

### 1965-2000: التوسع والتنمية
دخل فريق من ولاية بورتلاند وفاز في عام 1965 في مسابقة جنرال إلكتريك كوليدج باول في المسابقة المتلفزة على المستوى الوطني والتي حرضت فرقًا من طلاب الجامعات من جميع أنحاء البلاد ضد بعضهم البعض. أطاح الفريق بمنافسيه لمدة خمسة أسابيع متتالية، وتقاعد كبطل، وحقق رقماً قياسياً جديداً لإجمالي النقاط المسجلة. تم تسمية مبنى اتحاد طلاب جامعة سميث التذكاري على اسم عضو الفريق مايكل ج. سميث، الذي شارك في البطولة بينما كان يعاني من التليف الكيسي وتوفي عام 1968.

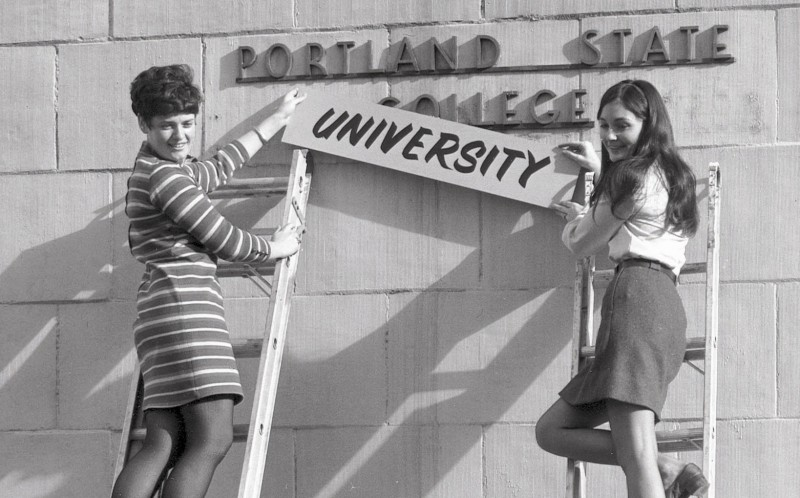
يوقع الطلاب الذين يغيرون المؤسسة بعد حصولهم على وضع الجامعة من قبل مجلس ولاية أوريغون للتعليم العالي ، 1969

كانت العمارة في الجامعة موضع جدل في مراحلها الأولى. في عام 1968، علق رئيس الجامعة الجديد غريغوري وولف أن المباني كانت دليلًا مؤلمًا على التكعيب الستاليني في الحرم الجامعي، على الرغم من أن رئيس التجديد الحضري إيرا كيلر وجدها «جميلة تمامًا». تم تقييد نمو جامعة ولاية بورتلاند على مدى العقدين المقبلين بموجب حكم نظام جامعة أوريغون لعام 1929 الذي ينص على أنه لا توجد جامعة أو كلية عامة في ولاية أوريغون يمكنها تكرار البرامج التي تقدمها جامعة أخرى، مع استثناءات الجد لجامعة أوريغون وجامعة ولاية أوريغون. ومع ذلك، أضيفت برامج الدراسات العليا في عام 1961، وأضيفت برامج الدكتوراه في عام 1972. تم منح المؤسسة مكانة جامعية من قبل مجلس ولاية أوريغون للتعليم العالي في عام 1969، لتصبح جامعة ولاية بورتلاند.
في عام 1993، تخلصت جامعة الأمير سلطان مع نظام التوزيع التقليدي للطلاب الجامعيين واعتمدت برنامجًا جديدًا للتعليم العام متعدد التخصصات يُعرف باسم الدراسات الجامعية. يتكون منهج الدراسات الجامعية من عام واحد من دورات الاستفسار المطلوبة للطلاب الجدد تليها سنة من الاستفسار في السنة الثانية، ودورات عنقود المبتدئين (والتي تكون بمثابة مواد اختيارية من الدرجة الأولى)، وأخيرًا، تتويجًا كبيرًا؛ تُعد دورة التخرج العليا بمثابة «تتويج لبرنامج الدراسات الجامعية»، وتتطلب من الطلاب المشاركة في مشروع مجتمعي من اختيارهم، وغالبًا ما يتبعه عرض تقديمي عام عن تجربتهم في المشروع. حصل البرنامج على الاهتمام الوطني لمجتمعات التعلم، وتعلم الخدمة، وكبار الشخصيات، والاحتفاظ الناجح بطلاب السنة الأولى. قامت يو إس نيوز آند وورد ريبورت في عدة مناسبات بإدراج الدراسات الجامعية على أنها «برنامج للبحث عنه». في عام 1995، قبل عامين من وفاته، كرمت الجامعة ستيفن إيبلر لمساهماته في نشأة الجامعة.

### 2001 إلى الوقت الحاضر
في عام 2003، تمت الموافقة على ولاية بورتلاند لمنح درجات علمية في الدراسات السوداء. في نفس العام، افتتحت الجامعة مركزًا يقع في مركز الطلاب والمجتمع الأمريكيين الأصليين. في عام 2004، تبرع فاريبورز مسيح، خريج الجامعة، من خلال مؤسسة المسيح، بمبلغ 8 دولارات مليون لكلية الهندسة وعلوم الحاسب. تم تغيير اسم الكلية إلى كلية المسيح للهندسة وعلوم الكمبيوتر. كان هذا أكبر تبرع منفرد للجامعة في ذلك الوقت، وأدت هذه الهدية إلى جانب آخرين، في مايو 2006، إلى افتتاح مبنى هندسي جديد، «مركز الشمال الغربي للهندسة والعلوم والتكنولوجيا»، والذي يضم الكثير من كلية. يعكس المبنى الهندسي الحاصل على شهادة LEED الذهبية تركيز الجامعة المتزايد على الهندسة والعلوم والتكنولوجيا. 130,000 قدم مربع (12,000 م2) تضم المنشأة قاعات دراسية ومكاتب و41 معمل بحث وتدريس.
في عام 2006، تم إعلان ولاية بورتلاند لتكون أول جامعة سالمون آمنة في البلاد من قبل منظمة
السلمون الآمن غير الربحية. تم منح الجائزة تقديراً للجهود المبذولة على مستوى الحرم الجامعي نحو الاستدامة البيئية من خلال معالجة جريان مياه الأمطار قبل وصولها إلى مستجمعات المياه المحلية.
في 3 يونيو 2008، أعلنت مؤسسة جيمي وروزالين كارتر المشتركة عن حصول بورتلاند على جائزة شراكة
جيمي وروزالين كارتر لتعاون الحرم الجامعي والمجتمع عن برنامج الإشراف على مستجمعات المياه. قاد البرنامج أكثر من 27000 متطوع مجتمعي تبرعوا بربع مليون ساعة لتركيب 80 ألف نبتة وترميم 50 أكر (20 ها) من مستجمعات المياه على طول 2 ميل (3.2 كـم) من النهر. تم قيادة ودعم المشاريع الفردية من قبل 700 طالب يعملون كجزء من المشاريع الصفية، مما أدى إلى أطروحتين ماجستير وثلاث مقالات بحثية. في عام 2017، تم الاعتراف بالجامعة مرة أخرى من قبل أخبار الولايات المتحدة كواحدة من أفضل 10 جامعات ابتكارية في البلاد، في قائمة «المدارس التي يجب على الجمهور مشاهدتها بسبب التغييرات المتطورة التي يتم إجراؤها في حرمها الجامعي. كانت جامعة بورتلاند الحكومية في القائمة الأكثر ابتكارًا لمدة ثلاث سنوات متتالية.» 
في أغسطس 2020، نقلاً عن احتجاجات جورج فلويد بالإضافة إلى إطلاق النار على يد الشرطة في عام 2018، أعلن رئيس الجامعة ستيفن بيرسي أن شرطة جامعة الأمير سلطان لن تحمل أسلحة نارية في الدوريات بعد الآن (على الرغم من أن الأسلحة النارية ستظل مخزنة في مكتب السلامة العامة لاستخدامها في حالة إطلاق نار نشط). بينما تم إصدار هذا الإعلان في أغسطس 2020، لم تطبق PSU هذه السياسة بالكامل حتى يومنا هذا. في حالة وجود مكالمات خطيرة، ستستجيب شرطة بورتلاند بدلاً من ذلك. 

## أكاديميون

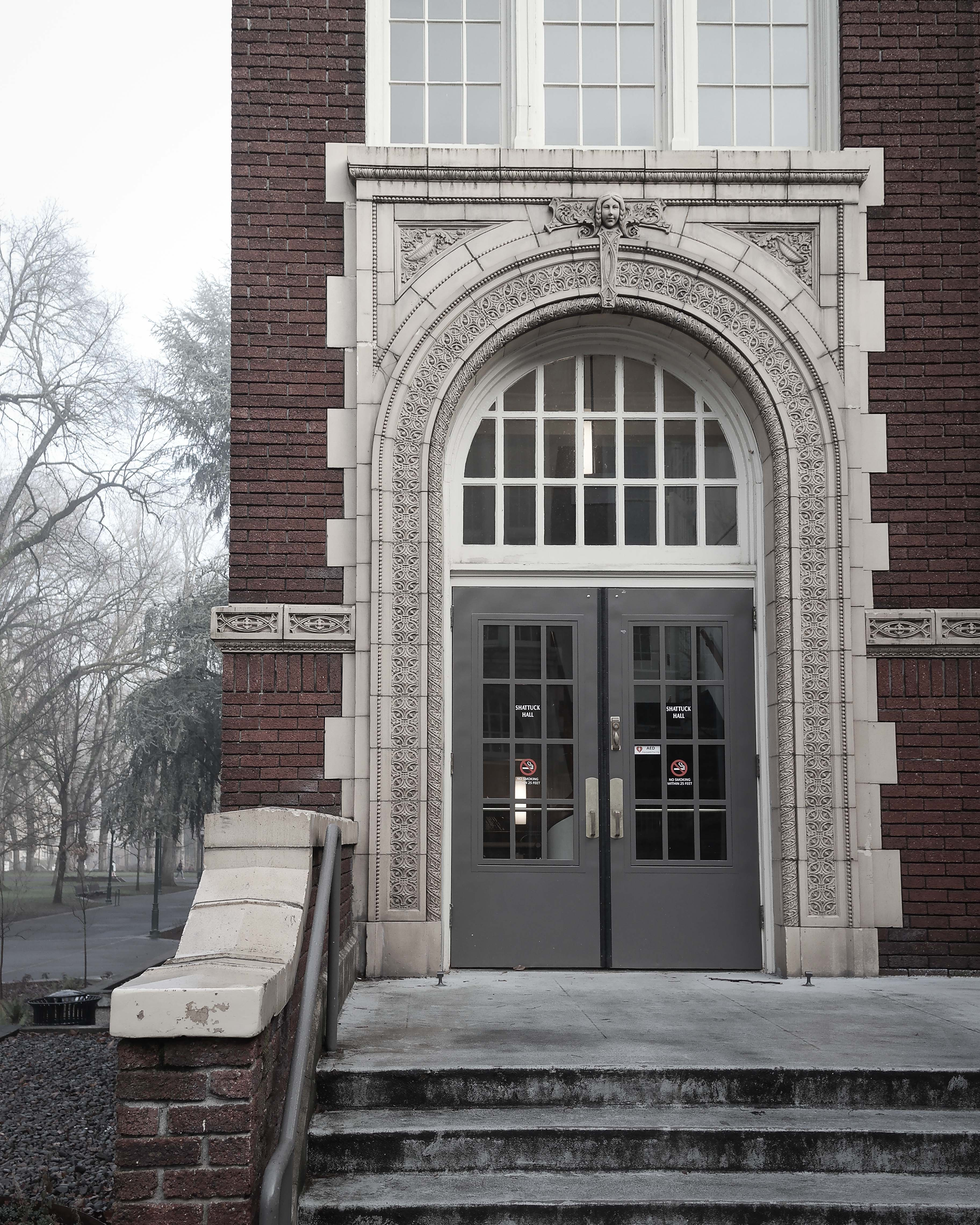
قاعة شاتوك، مقر كلية الهندسة المعمارية بالجامعة

تقدم ولاية بورتلاند درجات البكالوريوس في مائة وثلاثة وعشرين مجالًا، ودرجات الدراسات العليا في مائة وسبعة عشر. أضافت الجامعة المزيد من برامج الدكتوراه بشكل متزايد حيث نمت من مهمتها الأصلية باعتبارها كلية جامعية للفنون الحرة إلى جامعة بحثية ذات قاعدة أوسع. المجالات المضافة مؤخرًا التي يتم منح الدكتوراه فيها هي الرياضيات وعلم الأحياء والكيمياء والفيزياء التطبيقية وعلوم الكمبيوتر وعلم النفس التطبيقي والهندسة وإدارة التكنولوجيا والهندسة الميكانيكية وعلم الاجتماع. يتم تقديم تعليم الخريجين الآن في أكثر من 70 برنامجًا لدرجة الماجستير وأكثر من 30 برنامجًا لشهادات الدراسات العليا و20 برنامجًا للدكتوراه.
في عام 2006، أنشأت كلية الشؤون الحضرية والعامة أول درجة جامعية عبر الإنترنت من جامعة ولاية بورتلاند. يقدم قسم علم الجريمة والعدالة الجنائية درجة البكالوريوس عبر الإنترنت في علم الجريمة والعدالة الجنائية بالإضافة إلى شهادات في التحليل المتقدم للجريمة والسلوك الجنائي والقيادة في العدالة الجنائية وشهادة ما بعد البكالوريا في علم الجريمة والعدالة الجنائية. منحت ولاية بورتلاند ما مجموعه 6,050 درجة للعام الدراسي 2014-2015، بما في ذلك 4,250 درجة البكالوريوس، و1،725 درجة الماجستير و75 درجة الدكتوراه.

### القبول
وفقًا لتقرير يو إس نيوز آند وورد ريبورت وفوربس، كان معدل القبول بالجامعة 66٪ في عام 2012،  والذي كان يعتبر انتقائيًا لجامعة حكومية. وفقًا لـ فوربس في استطلاع عام 2015، كان معدل القبول في الجامعة 61٪. لدى ولاية بورتلاند أيضًا اتفاقية تسجيل مزدوجة مع كلية مجتمع بورتلاند وكلية كلاكاماس المجتمعية التي تسمح لطلاب المدرستين بأخذ دورات في أي من المدرستين،   وتتوافق أيضًا مع منهج مشارك في الآداب بدرجة نقل ولاية أوريغون)، والذي يسمح للطلاب المقبولين الذين أكملوا درجة الزمالة لمدة عامين في كلية مجتمع أوريغون بالانتقال إلى الجامعة في المستوى المبتدئ.

### الكليات والمدارس
يتم تنظيم البرامج الأكاديمية لجامعة ولاية بورتلاند في تسع وحدات أكاديمية رئيسية:
- كلية الآداب والعلوم الليبرالية - مجموعة من برامج البكالوريوس والدراسات العليا والشهادات في أكثر من 20 تخصصًا، بما في ذلك الأنثروبولوجيا، واللغويات التطبيقية، وعلم الأحياء، والدراسات السوداء، والكيمياء، ودراسات شيكانو / لاتيني، والاتصالات، وحل النزاعات، والاقتصاد، واللغة الإنجليزية، والبيئة البرامج والجغرافيا والجيولوجيا والتاريخ والدراسات الدولية والرياضيات والإحصاء ودراسات الأمريكيين الأصليين والفلسفة والفيزياء وعلم النفس وتعليم العلوم وعلم الاجتماع وعلوم الكلام والسمع ودراسات المرأة واللغات والآداب العالمية.
- كلية إدارة الأعمال - تشمل تخصصات البكالوريوس والدراسات العليا إدارة الأعمال والتحليل المالي والإدارة الدولية والتسويق والخدمات اللوجستية. تشمل برامج الدراسات العليا والشهادات المحاسبة ودراسات الأعمال الدولية وإدارة صناعة الأغذية. تقدم المدرسة أيضًا برامج الدكتوراه كجزء من برنامج الدكتوراه في علوم النظم.
- كلية التربية - برامج الخريجين والجامعيين في الترخيص الأولي والمستمر، والتعليم (الطفولة المبكرة، والابتدائي، والمستوى المتوسط، والثانوي)، والقيادة التربوية، والإرشاد والتخصصات المختلفة، والتصديقات، وشهادات الدراسات العليا، وبرامج التطوير المهني.
- كلية الصحة العامة - مشروع مشترك مع جامعة أوريغون للصحة والعلوم. تدير ولاية بورتلاند برامج البكالوريوس، والتي تشمل درجات البكالوريوس في الصحة التطبيقية واللياقة البدنية أو الدراسات الصحية، وشهادة البكالوريوس في الرضاعة البشرية. تدير OHSU درجات الدراسات العليا.
- كلية المسيح للهندسة وعلوم الكمبيوتر - تشمل برامج البكالوريوس والدراسات العليا الهندسة المدنية والحاسوبية والكهربائية والبيئية والميكانيكية، بالإضافة إلى علوم الكمبيوتر. تشمل برامج الدراسات العليا أيضًا الإدارة الهندسية وهندسة التصنيع وهندسة النظم وهندسة البرمجيات وإدارة التكنولوجيا. تقدم المدرسة أيضًا برامج الدكتوراه كجزء من برامج الدكتوراه في علوم النظم والعلوم والموارد البيئية.

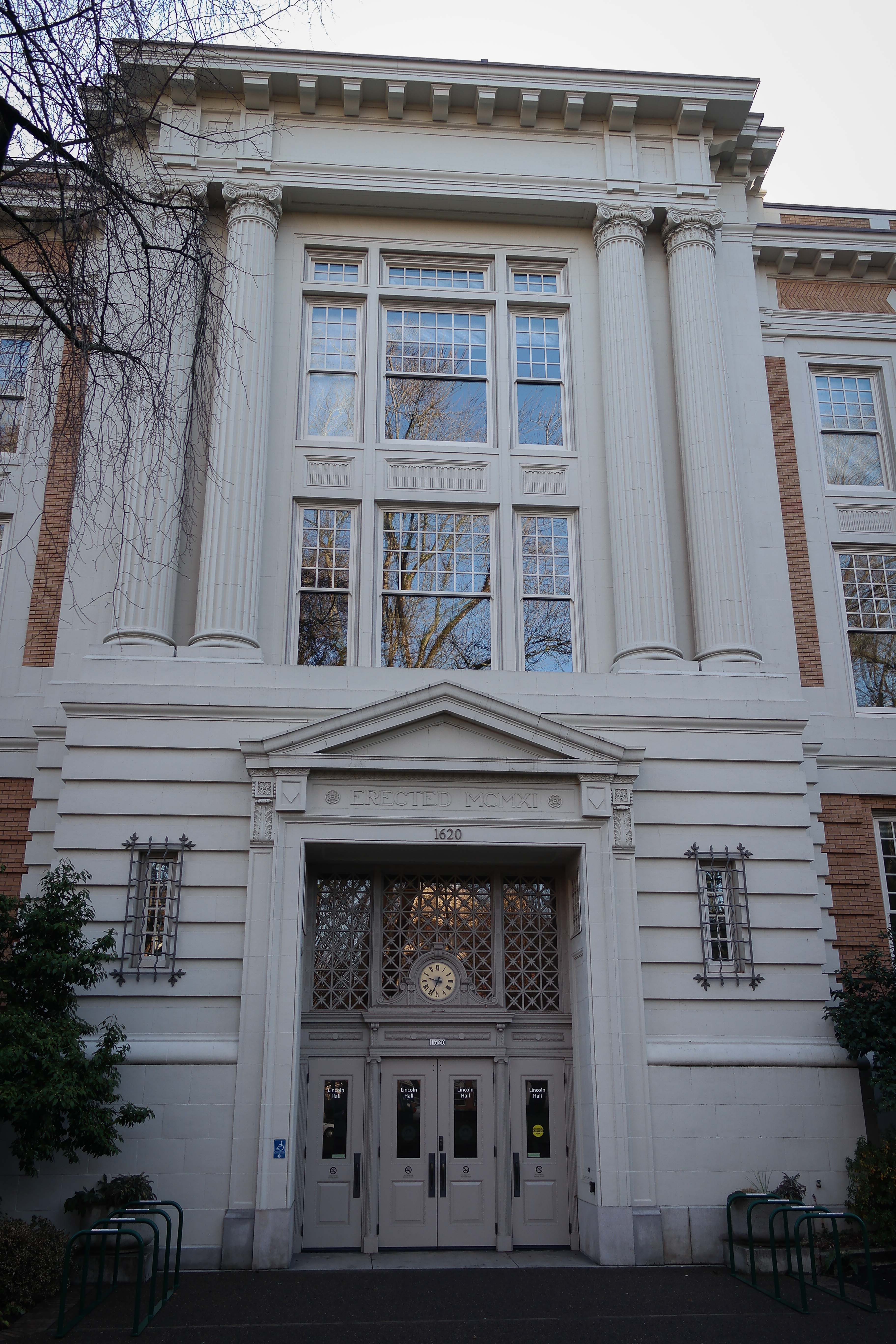
لينكولن هول ، موطن أقسام الموسيقى والفنون المسرحية بالجامعة

- كلية الآداب - تشمل برامج البكالوريوس الهندسة المعمارية والفنون (مع برامج منفصلة في الممارسة الفنية والتصميم الجرافيكي والممارسة الاجتماعية) وتاريخ الفن ودراسات الفنون والأفلام ودراسات الأفلام والموسيقى وفنون المسرح والرقص. تشمل الدراسات العليا الهندسة المعمارية والفنون والموسيقى وفنون المسرح والتعليم الفني الثانوي.
- كلية الخدمة الاجتماعية - تقدم المدرسة برامج في العمل الاجتماعي على مستوى البكالوريوس والدراسات العليا، ودراسات الأسرة والطفل، وبرامج العمل الاجتماعي للدكتوراه.
- كلية الشؤون الحضرية والعامة - يتم تنظيم هذه الكلية في سلسلة من المدارس الفرعية التي تركز على جوانب مختلفة من الشؤون الحضرية والعامة:

- كلية صحة المجتمع - دراسات البكالوريوس والدراسات العليا في الدراسات الصحية وصحة المجتمع. تقدم المدرسة أيضًا شهادة الدراسات العليا في علم الشيخوخة.
- مدرسة مارك أو. هاتفيلد الحكومية - دراسات البكالوريوس والدراسات العليا في علم الإجرام / العدالة الجنائية، والعلوم السياسية، والإدارة العامة. تشمل المعاهد مركز الخدمة العامة، ومعهد أبحاث العدالة الجنائية، ومعهد الإدارة غير الربحية، والمركز الوطني لتوافق السياسات، ومعهد الحكومة القبلية، ومركز الدراسات التركية.
- مدرسة نهاد تولان للدراسات الحضرية والتخطيط - تشمل برامج البكالوريوس تخصصًا رئيسيًا وفرعيًا في تنمية المجتمع، وقصرًا في التطوير العقاري والتنمية الحضرية المستدامة. تشمل شهادات التخرج التطوير العقاري والنقل والتصميم الحضري. تشمل الدراسات العليا الدراسات الحضرية، وكذلك التخطيط الحضري والإقليمي. تشمل المعاهد مركز الدراسات الحضرية، ومعهد دراسات العاصمة بورتلاند، ومركز تعداد أبحاث السكان، ومركز العقارات، ومركز دراسات النقل.

- كلية الشرف الجامعية - هذه الكلية هي الكلية الفخرية الوحيدة التي تركز على المناطق الحضرية في الدولة.

بالإضافة إلى ذلك، تقدم جامعة ولاية بورتلاند، من خلال كلية الدراسات الموسعة، التعليم المستمر وأنشطة التعلم الخاصة، بما في ذلك الدورات المعتمدة، وبرامج إتمام الشهادات، ودورات التعلم عن بعد، وبرامج المجتمع غير المعتمدة ، وإعادة الترخيص، والشهادات، ودورات المدارس الثانوية، البرامج الصيفية والدراسة عبر الإنترنت.

### منهج البكالوريوس

#### طالب جامعي

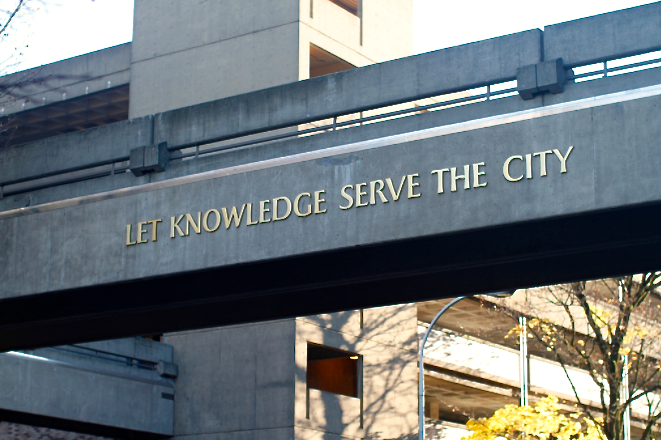
شعار الجامعة على جسر علوي بالحرم الجامعي فوق إس دبليو برودواي ستريت.

في عام 1993، قامت جامعة الأمير سلطان بإصلاح شامل لمنهجها الجامعي من خلال منهج جديد يسمى الدراسات الجامعية الفريدة للمؤسسة. تم تصميم المناهج الدراسية لمعالجة قضايا توزيع الائتمان التي تتطلب من الطلاب في دورات المستوى الأعلى التسجيل في فصول خارج تخصصاتهم. في تقرير موجز صدر عام 1993 عن الإصلاح، ذُكر أن الدراسات الجامعية سعت إلى دمج موضوعات "عبر المناهج الدراسية" بما في ذلك الكتابة والتنوع والتعددية الثقافية والأخلاق والدراسات العالمية "بالإضافة إلى تشكيل أساس" يتضمن القدرة والميل للانخراط في الاستفسار والتفكير النقدي، لاستخدام أشكال مختلفة من الاتصال للتعلم والتعبير، لاكتساب الوعي بالتجربة البشرية الأوسع وبيئتها، وتقدير مسؤوليات الأشخاص تجاه أنفسهم، تجاه بعضهم البعض، وإلى المجتمع ". 
يبدأ منهج الدراسات الجامعية بجامعة PSU بدورات استفسار الطالب الجديد ، وهي دورات تفاعلية وقائمة على الموضوع، و «استكشاف الموضوعات والقضايا باستخدام نهج متعدد التخصصات لإظهار كيف يمكن فهمها من وجهات نظر مختلفة.»  في هذه الدورات، يتم إقران الأساتذة مع طلاب صغار وكبار الذين يساعدون في قيادة المناقشات الجماعية، بالإضافة إلى معلم نظير يقود جلسات استفسار أصغر.
تعتمد دورات استفسار الطالب الجديد بشكل كبير على التواصل، وتركز على الحوار الجماعي بالإضافة إلى العروض التقديمية ومشاريع البحث. تم تصميم هذه الدورات للسماح لطلاب السنة الثانية باستكشاف الموضوعات المكملة لتخصصاتهم المختارة.
مع انتقال الطلاب إلى المستوى المبتدئ، يتعين عليهم التسجيل في دورات مجموعة القسم العليا التي تكون أكثر تعمقًا وتركيزًا، حيث أنها ترتبط ارتباطًا وثيقًا بالتخصصات التي يختارها الطلاب.  على عكس دورات الاستفسار التي يتألف منها الطلاب الجدد وسنوات السنة الثانية، لا تحتوي دورات القسم العلوي على جلسات توجيه. تغطي «المجموعات» التي يختار الطلاب منها دوراتهم مجموعة واسعة من التخصصات والمواضيع. 
خلال سنتهم الأخيرة ، بينما لا يزالون يكملون دورات الكتلة العليا، يُطلب من الطلاب أيضًا إكمال مشروع تتويج مكون من ستة ائتمانات من أجل التخرج. يدمج مشروع التتويج العمل الطبقي مع العمل المجتمعي. يتم دمج هذه المشاريع مع منظمات المجتمع المحلي، وتغطي مجموعة واسعة من القضايا ، من العدالة الاجتماعية إلى منح المنح، والحفاظ على البيئة، وتعليم الشباب، وأكثر من ذلك. غالبًا ما تنتهي دورات كابستون بعرض تقديمي عام من الطلاب حول تجاربهم مع منظمة المجتمع أو القضية التي استكشفوها. 
تلقت الجامعة تقديرًا وطنيًا للبرنامج من يو إس نيوز آند وورلد ريبورت، ومؤسسة WK Kellogg، ومؤسسة الخدمة الوطنية، ومؤسسة أتلانتيك، وصندوق بيو الخيري للنهج التربوي المبتكر للتعليم الجامعي.

### بحث

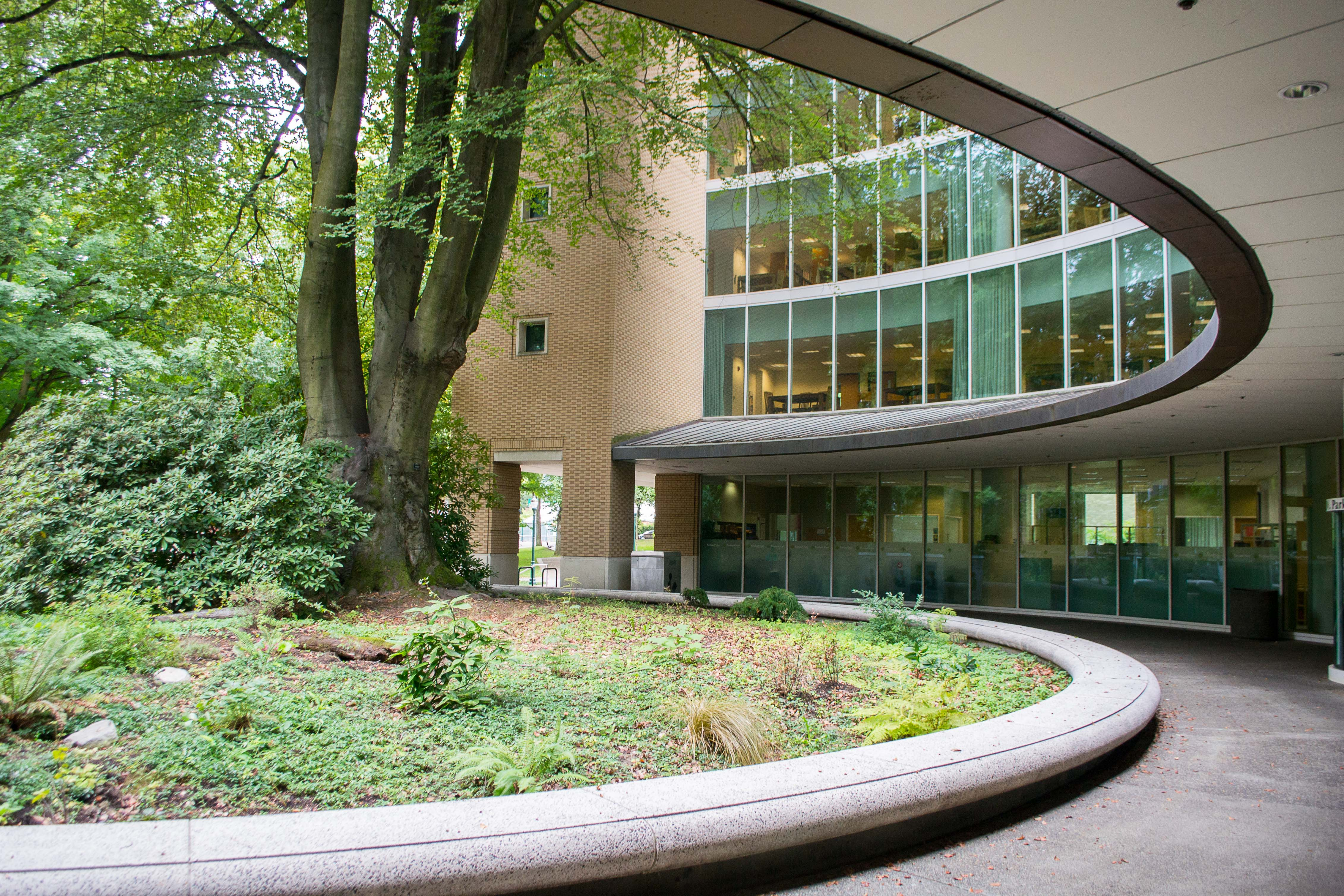
مكتبة ميلار تُرى من المدخل

يصنف تصنيف كارنيجي لمؤسسات التعليم العالي ولاية بورتلاند على أنها جامعة ذات «نشاط بحثي عالي». 1.4 تقع مكتبة برانفورد برايس ميلار المكونة من ستة طوابق في وسط الحرم الجامعي، مقابل قاعة فاريبورز مسيح في بارك أفينيو، وتضم العديد من مختبرات الكمبيوتر، وغرف التكنولوجيا وقراءة أعضاء هيئة التدريس، وغرف مشاهدة الفيديو. تم بناء الجدار الزجاجي المحدب للمكتبة في عام 1966 كهيكل مستطيل، وأضيف في عام 1989 ليحيط ويحافظ على شجرة زان نحاسية كبيرة تم زرعها في عام 1890.
تضم مكتبة ميلير ما يقرب من 1422427 مجلدًا و640 اشتراكًا في الطباعة و97065 كتابًا إلكترونيًا يمكن الوصول إليه و2،592,288 نموذجًا دقيقًا و69762 خريطة و133978 مادة سمعية وبصرية.  وهو أيضًا مستودع للوثائق الفيدرالية، يضم أكثر من 400000 وثيقة حكومية.  مكتبة ميلر مفتوحة للجمهور، وتسمح لغير الطلاب بالوصول إلى كتالوجات ملفات PDF والمجلات المنشورة عبر الإنترنت.

### الترتيب
صنفت مجلة يو إس نيوز آند وورد ريبورت ولاية بورتلاند كجامعة بحثية من الدرجة الثانية في تقريرهم لعام 2017، لكنها أدرجتها على أنها غير مرتبة على المستوى الوطني. صُنفت الجامعة ضمن أفضل 376 كلية في إصدارها لعام 2012، «الأفضل في الغرب»، وكجامعة بضمير  قبل برينستون ريفيو. تم تصنيف ماجستير إدارة الأعمال بولاية بورتلاند (ماجستير في إدارة الأعمال) ضمن أفضل 100 مؤسسة من قبل برينستون ريفيو، الذي عين أيضًا ولاية بورتلاند كواحدة من أفضل المؤسسات في البلاد للتعليم الجامعي. في عام 2015، احتلت الجامعة المرتبة 16 كواحدة من الكليات «الأكثر ابتكارًا» في الدولة.

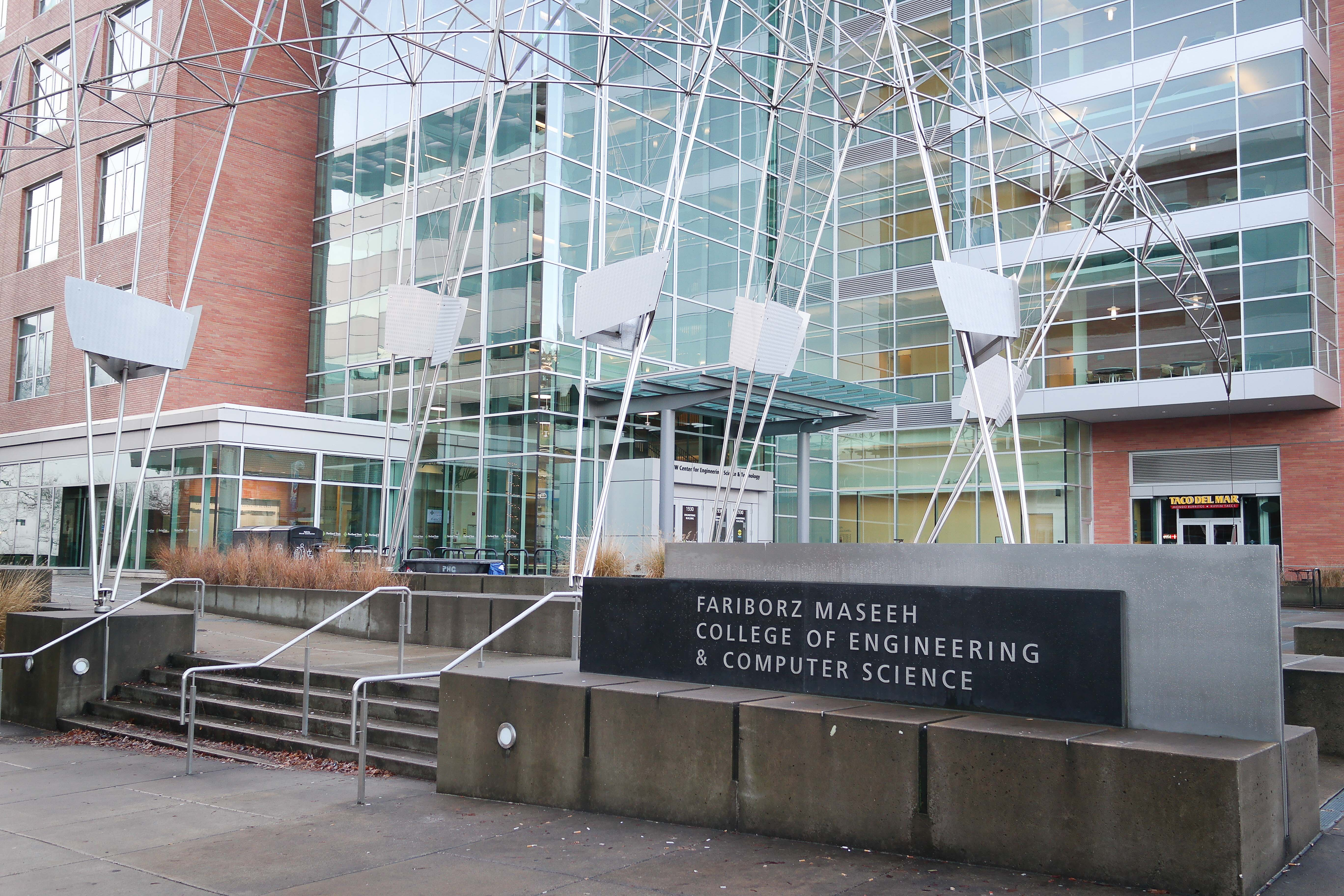
كلية فاريبورز مسيح للهندسة وعلوم الحاسب

كما تم تصنيف كلية إدارة الأعمال بجامعة بورتلاند الحكومية في استطلاعات الرأي ، مثل أفضل 294 كلية إدارة أعمال في برينستون ريفيو. صنفت مجلة يو إس نيوز آند وورد ريبورت حاليًا برنامج التخطيط الحضري والإقليمي لخريجي جامعة ولاية بورتلاند في المرتبة 14 على مستوى البلاد. تصنف بلانيتيزن حاليًا خريج الجامعة في برنامج التخطيط الحضري والإقليمي، في مدرسة نهاد طولان للدراسات الحضرية والتخطيط، ضمن أفضل 25 برنامجًا للتخطيط الحضري في الدولة.
تشمل البرامج / الكليات العليا الأخرى في جامعة بورتلاند ستيت خريجيها كلية الشؤون الحضرية والعامة التي تم تصنيفها في المرتبة 46 على مستوى الدولة، وشهادات الدراسات العليا في استشارات إعادة التأهيل والعمل الاجتماعي في المرتبة 23 و33 على التوالي، ويحتل برنامج أمراض النطق واللغة المرتبة 62، بالإضافة إلى كلية الدراسات العليا في التعليم ، تم تصنيفها على أنها من بين «الأفضل» من قبل يو إس نيوز آند وورد ريبورت. تم إدراج الجامعة في تقرير يو إس نيوز آند وورد ريبورت على أنها واحدة من أفضل برامج الهندسة الجامعية.  صنفت مؤسسة كارنيجي جامعة بورتلاند الحكومية كأفضل مدرسة في المشاركة المنهجية والتواصل والشراكات، وتم تصنيفها في المرتبة التاسعة من بين أفضل الجامعات المجاورة.
بصرف النظر عن الأكاديميين ، تشتهر جامعة بورتلاند ستيت عالميًا باستدامتها ومبادراتها الخضراء. حصلت جامعة بورتلاند على تصنيف جولد ستارز من أجل الاستدامة،  تم تصنيفها بين أفضل المدارس الخضراء على مستوى الأمة وحصلت على تصنيف أفضل كلية إدارة الأعمال الخضراء من قبل برينستون ريفيو، كما أنها موطن لسبع مدارس معتمدة من LEED.

## حرم الجامعة

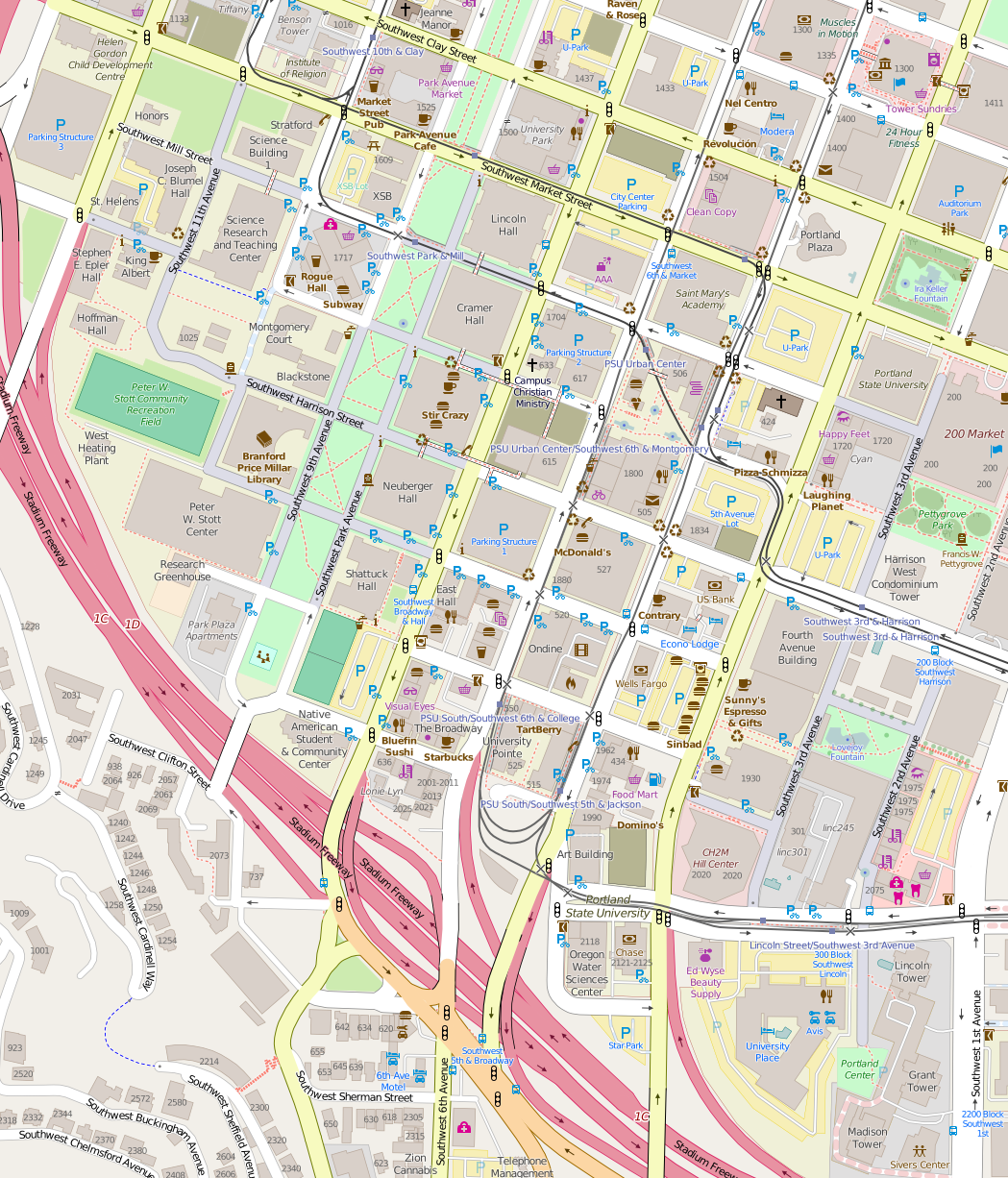
خريطة الحرم الجامعي

تقع غالبية حرم جامعة ولاية بورتلاند 50 أكر (20 ها) جنوب غرب وسط مدينة بورتلاند، في منطقة تعرف باسم منطقة الجامعة. يقع الحرم الجامعي مقابل ويست هيلز، ويحده شارع كلاي من الشمال، والجادة الرابعة من الشرق، والطريق السريع 405 إلى الجنوب، والجادة 12 إلى الغرب.

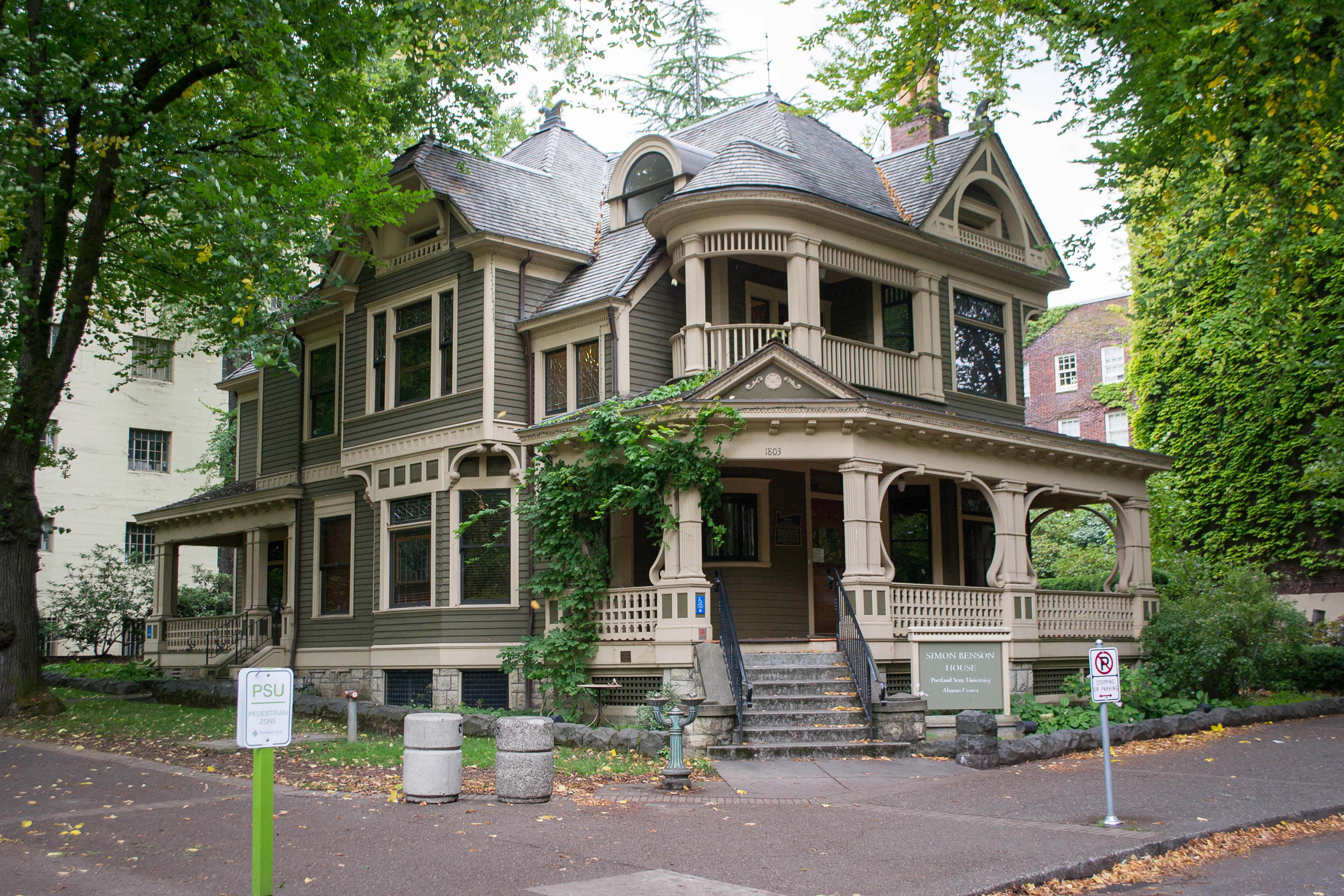
بيت سيمون بنسون، مركز الخريجين والزوار

في عام 2010، افتتحت الجامعة مركز تسجيل الطلاب المعتمد (الريادة في الطاقة والتصميم البيئي) بقيمة 62 مليون دولار. يضم المبنى المكون من ستة طوابق مركزًا للألعاب المائية وجدارًا للتسلق وملاعب كرة السلة / الكرة الطائرة / كرة الريشة وملعبًا داخليًا لكرة القدم ومنطقة لياقة بدنية كبيرة وبرنامجًا خارجيًا ؛ يقع في المركز الحضري بالجامعة ، وهو عبارة عن رباعي الزوايا يضم أيضًا كلية الشؤون الحضرية والعامة ومكتبة الجامعة والعديد من المطاعم ؛ يمر قطار بورتلاند الترام غربًا عبر المركز.
تدير لجنة أفلام جامعة ولاية بورتلاند التي يديرها الطلاب سينما الشارع الخامس، وهي واحدة من المسارح الطلابية الوحيدة في الولايات المتحدة. السينما مفتوحة للجمهور وتعرض الأفلام أسبوعياً ، ويحصل الطلاب على قبول مجاني، وتقام العديد من دورات دراسات السينما بالجامعة في غرف العرض.

### المباني السكنية

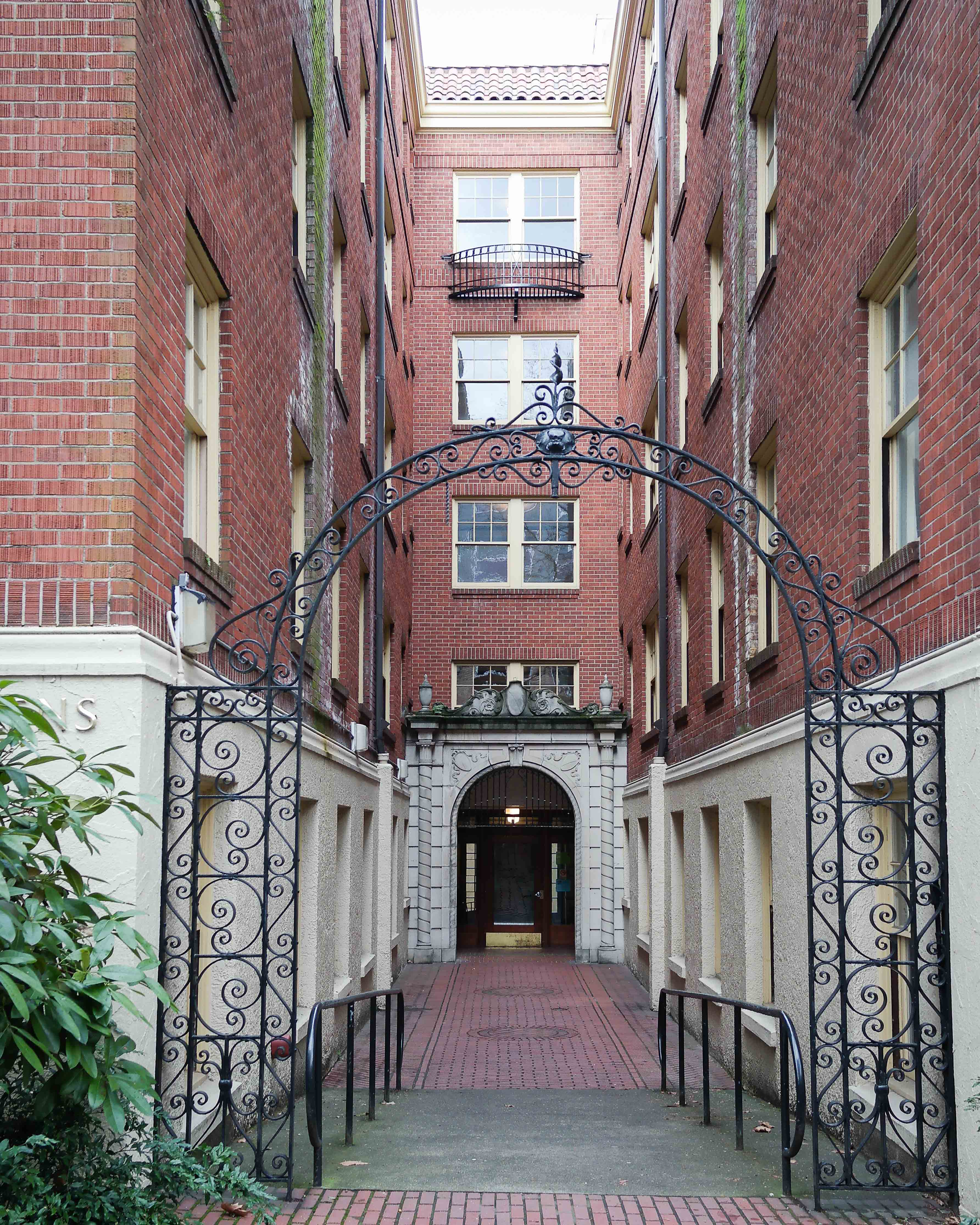
محكمة سانت هيلين ، قاعة الإقامة في جامعة ولاية بورتلاند

أن جامعة ولاية بورتلاند، تضم حوالي 3000 طالب جامعي وطلاب دراسات عليا، وتضم عشر قاعات إقامة. أكبرها تشمل جامعة بوانت، مبنى سكني من ستة عشر طابقًا تديره مجتمعات الحرم الجامعي الأمريكية الذي تم بناؤه في عام 2011، واوندين، وهو مبنى شاهق من خمسة عشر طابقًا. قاعات الإقامة القديمة ، التي كان العديد منها في الأصل عبارة عن مبانٍ سكنية اشترتها الجامعة، بما في ذلك بلاكستون، التي شُيدت عام 1930، ومحكمة مونتغمري، التي بُنيت عام 1916؛ تشمل قاعات الإقامة القديمة الأخرى محكمة سانت هيلين، التي بنيت في عام 1927 وسيتم هدمها قريبًا؛ باركواي مانور على طراز آرت ديكو، الذي بني في عام 1931؛ وقاعة بلوميل، التي بنيت في عام 1986.
تم تشييد مبان سكنية أخرى بعد الألفية، بما في ذلك قاعة ستيفن إيبلر (التي بنيت في عام 2003) وبرودواي (التي بنيت في عام 2004). يتم اتخاذ المزيد من الخطوات نحو زيادة السعة السكنية وسيطرة الجامعة على مع خطط لمزيد من البناء، ومع تولي ولاية بورتلاند إدارة قاعات الإقامة التي تمتلكها حاليًا.

### النظام اليوناني
توجد فرص سكنية واجتماعية اختيارية في ظل نظام يوناني صغير ولكنه نشط، والذي يتضمن: 
الجمعيات النسائية:
- الفا شي اوميجا
- دلتا جاما
- كابا دلتا تشي

 الأخويات: 
- اوميجا دلتا فاي
- فاي دلتا إبسيلون
- فاي دلتا ثيتا

### الفن وصالات العرض
تمتلك جامعة ولاية بورتلاند العديد من القطع الفنية العامة حول الحرم الجامعي لفنانين محليين ووطنيين وعالميين مشهورين، مثل فريدريك ليتمان، وتوماس هاردي، وكين ماكينتوش وليليان بيت، وإميلي جينسبيرغ، وهاريل فليتشر مع أفالون كالين، وليندا شتاين، وجون أيكن، وإد كاربنتر. 
هناك العديد من المعارض الفنية والمساحات لعرض الفن في جامعة.

### الاستدامة

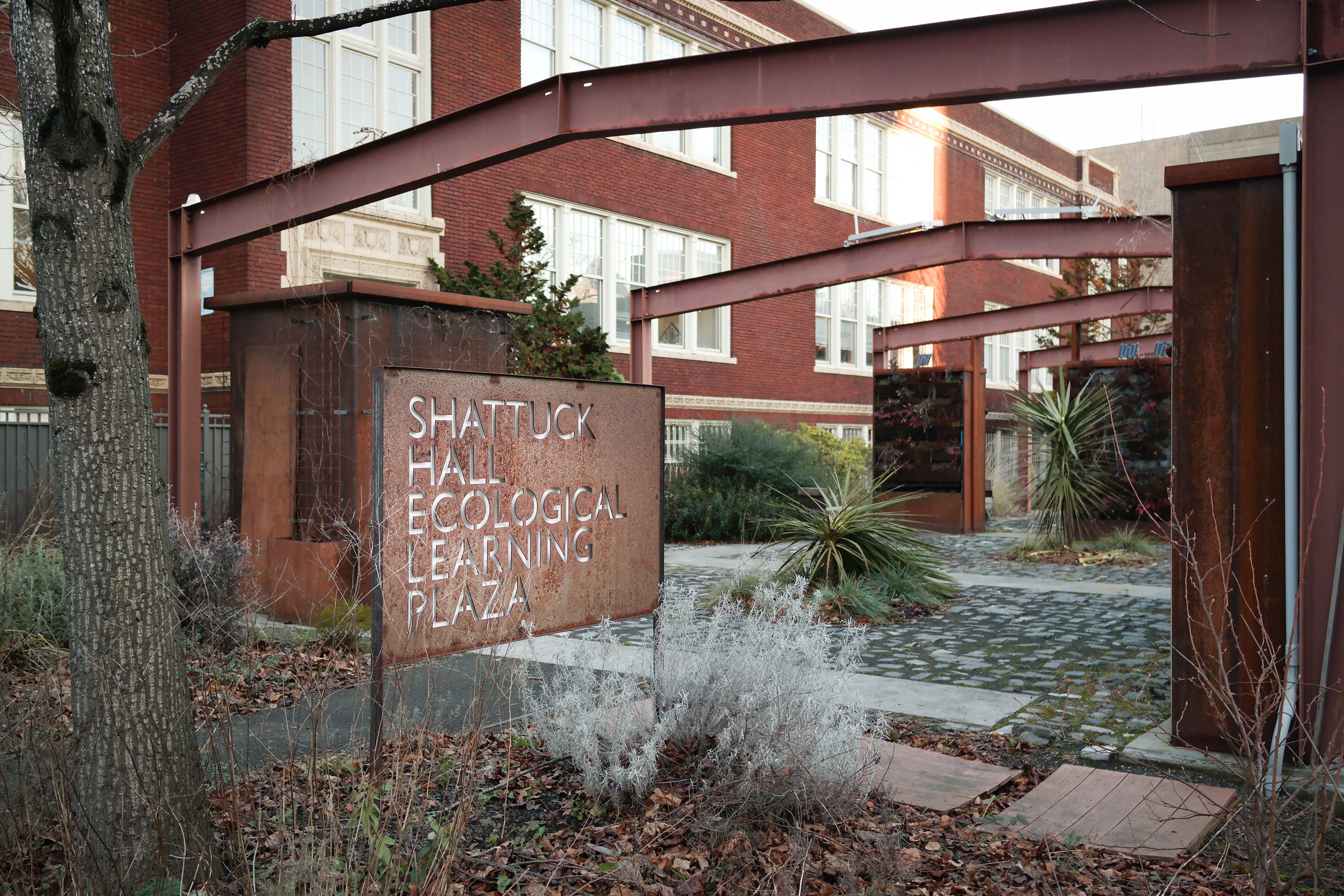
ساحة شاتوك هول للتعليم البيئي

بذلت الجامعة جهودًا كبيرة لجعل مبانيها مستدامة بيئيًا ، سواء في هندستها المعمارية الجديدة أو من خلال تجديد مبانيها القديمة. في سبتمبر 2008 منحت مؤسسة جيمس ف وماريون إل ميلر جامعة ولاية بورتلاند منحة تحدي بقيمة 25 مليون دولار. يجب استخدام المنحة والأموال التي تم جمعها لمطابقتها حصريًا لبرامج الاستدامة. تركز أبحاث وتعليم الاستدامة في ولاية بورتلاند، بقيادة جينيفر ألين، مديرة معهد ولاية بورتلاند للحلول المستدامة، على أربعة مجالات أساسية للتحقيق: إنشاء مجتمعات حضرية مستدامة، وتكامل المجتمعات البشرية والبيئة الطبيعية، وتنفيذ الاستدامة والآليات التغيير وقياس الاستدامة. منذ عام 1998، ساهمت مؤسسة Miller Foundation أيضًا بأكثر من 5.3 دولار مليون لولاية بورتلاند.
خارج قاعة شاتوك، شيد قسم الهندسة المعمارية بالجامعة ساحة شاتوك هول للتعليم البيئي، وهي حديقة تتميز بجدران خضراء وألواح شمسية ورصيف قابل للاختراق. تتميز الجامعة أيضًا بحديقتها المجتمعية الخاصة.

## الحياة الطلابية

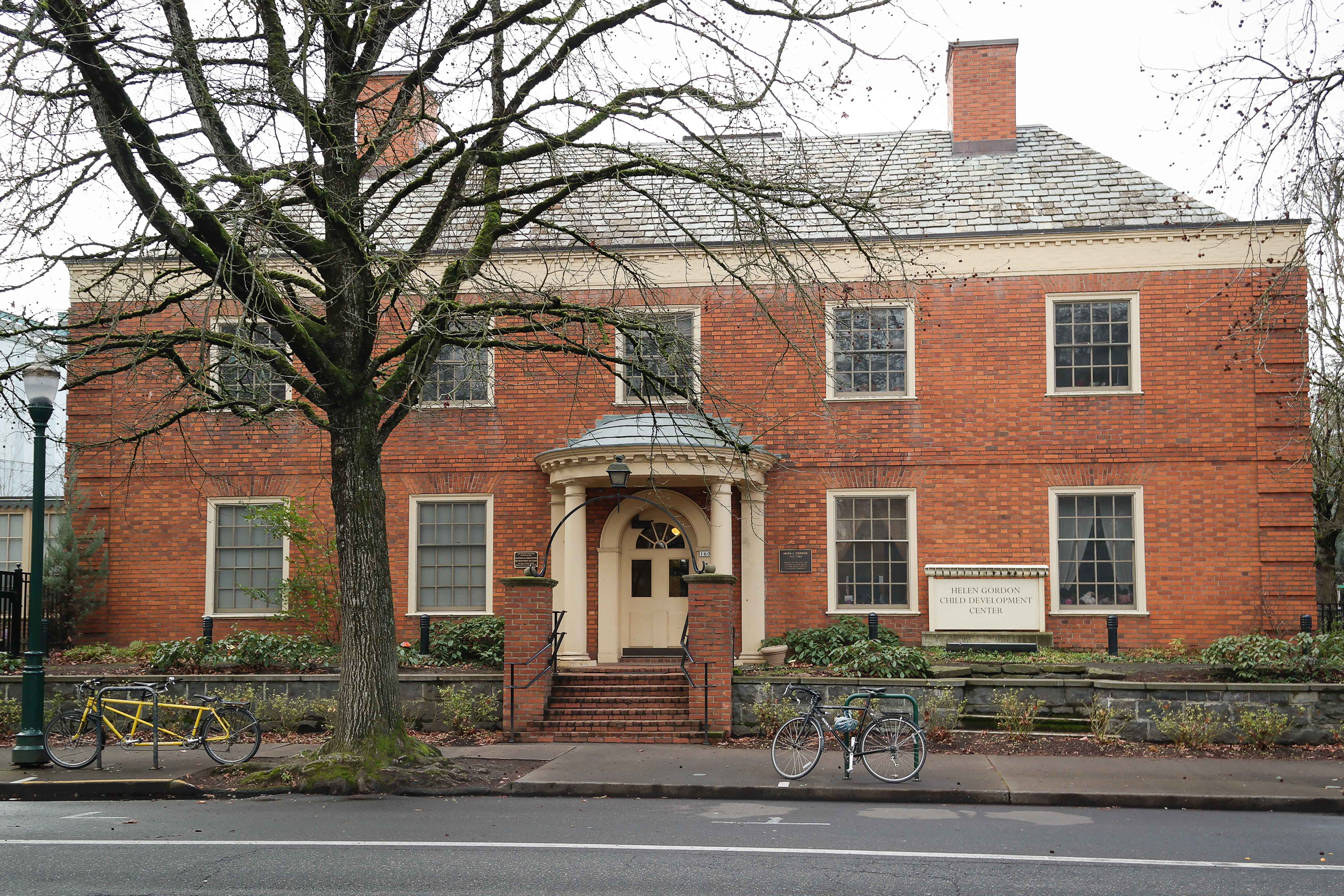
يقدم مركز هيلين جوردون لتنمية الطفل مرحلة ما قبل المدرسة لأطفال طلاب ولاية بورتلاند وأعضاء هيئة التدريس.

تختلف ولاية بورتلاند عن الجامعات الأخرى في ولاية أوريغون جزئيًا لأنها تجتذب، كمؤسسة حضرية، هيئة طلابية أقدم من الجامعات الأخرى؛  في – 2011، أفيد أن متوسط عمر الطالب الجامعي الملتحق كان 26 عامًا. تقدم بعض البرامج دروسًا ليلية فقط. كما أخرت جامعة الأمير سلطان أيضًا تطوير حرمها الجامعي لعقود بعد تأسيسها. باعت المؤسسة أرضًا في كتلة مجاورة بعد فترة وجيزة من انتقالها إلى وسط مدينة بورتلاند وأجلت بناء مساكن الطلاب حتى أوائل السبعينيات.
الحكومة الطلابية هي الطلاب المرتبطين بجامعة ولاية بورتلاند. بالإضافة إلى رئيس الهيئة الطلابية ونائب الرئيس، هناك لجنة رسوم الطلاب، ومجلس الشيوخ الطلابي المكون من 25 عضوًا، والمجلس القضائي الذي يحكم على الأسئلة الدستورية لـ ASPSU. هناك أيضًا عدد من اللجان الجامعية التي لديها أعضاء طلاب معينين من قبل رئيس ASPSU. تشارك ولاية بورتلاند أيضًا في جمعية طلاب أوريغون، وهي منظمة طلابية على مستوى الولاية تمارس ضغوطًا غير هادفة للربح.

### الموارد البشرية

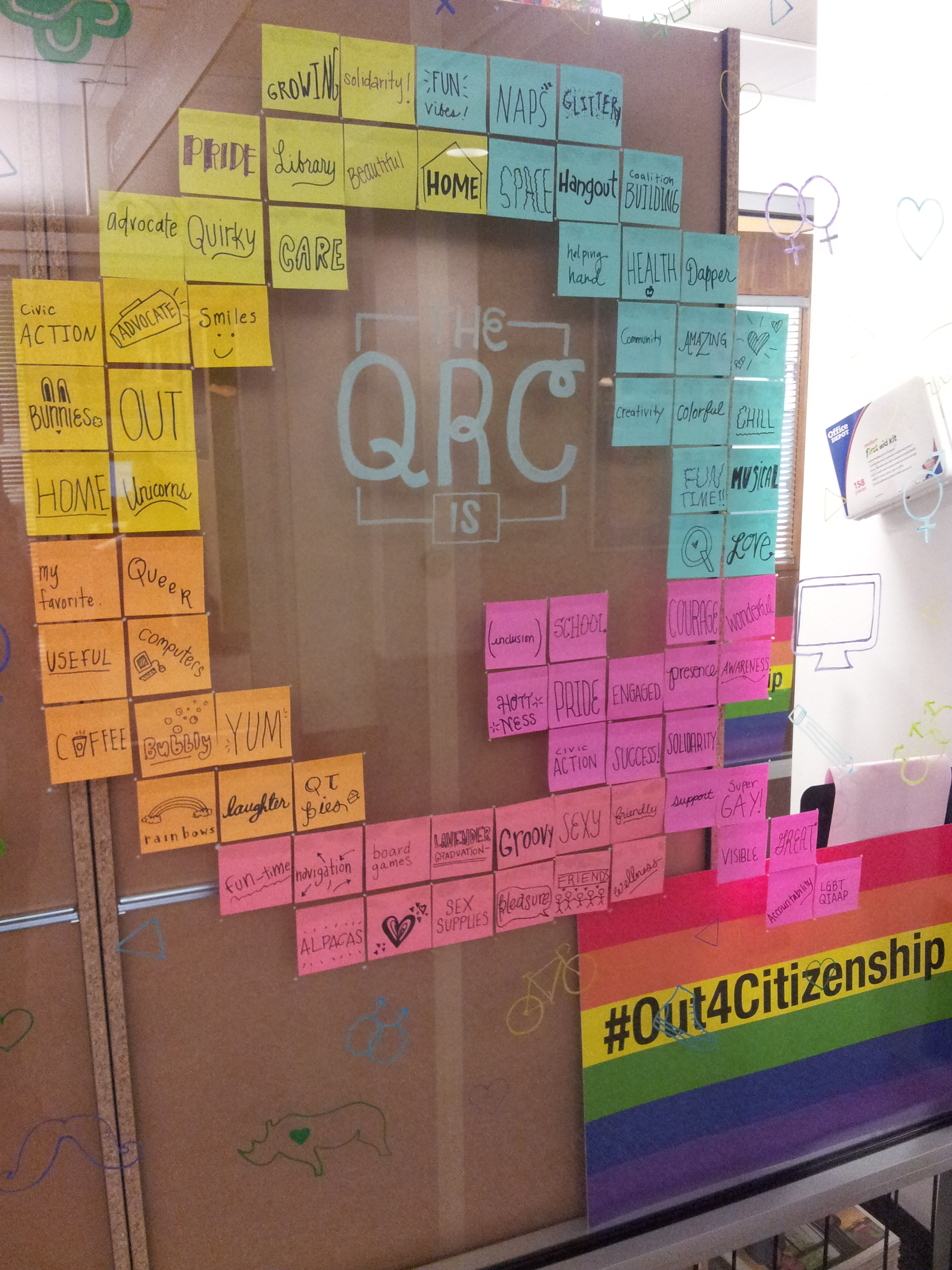
مركز موارد الحرم الجامعي

تضم الجامعة مركزًا لموارد المرأة ،  ومركزًا لمصادر الإعاقة ،  ومركز موارد للطلاب الذين لديهم أطفال ، ومركز موارد كوير لطلاب LGBT  ومركز موارد قدامى المحاربين.
يتم تمثيل الأخويات والجمعيات النسائية في جامعة ولاية بورتلاند من قبل مجموعة يديرها الطلاب تسمى «الحياة اليونانية» أو «المجلس اليوناني». الغرض من المجلس هو التسهيل بين الجامعة والمجتمع اليوناني في الحرم الجامعي ، وتوفير مكان للتواصل بين الفروع الفردية ، وتسهيل الفعاليات الاجتماعية وجمع التبرعات وغيرها من الأحداث الخيرية. يتكون المجلس من ستة مكاتب تنفيذية (الرئيس ونائب الرئيس والأمين وأمين الخزانة ورئيس الأحداث الخاصة والعلاقات العامة) ويمثل المنظمات اليونانية التالية حتى الآن:ألفا كابا ألفا والفا كابا بسي والفا فاي الفا والفا تشي اوميجا

### المواصلات

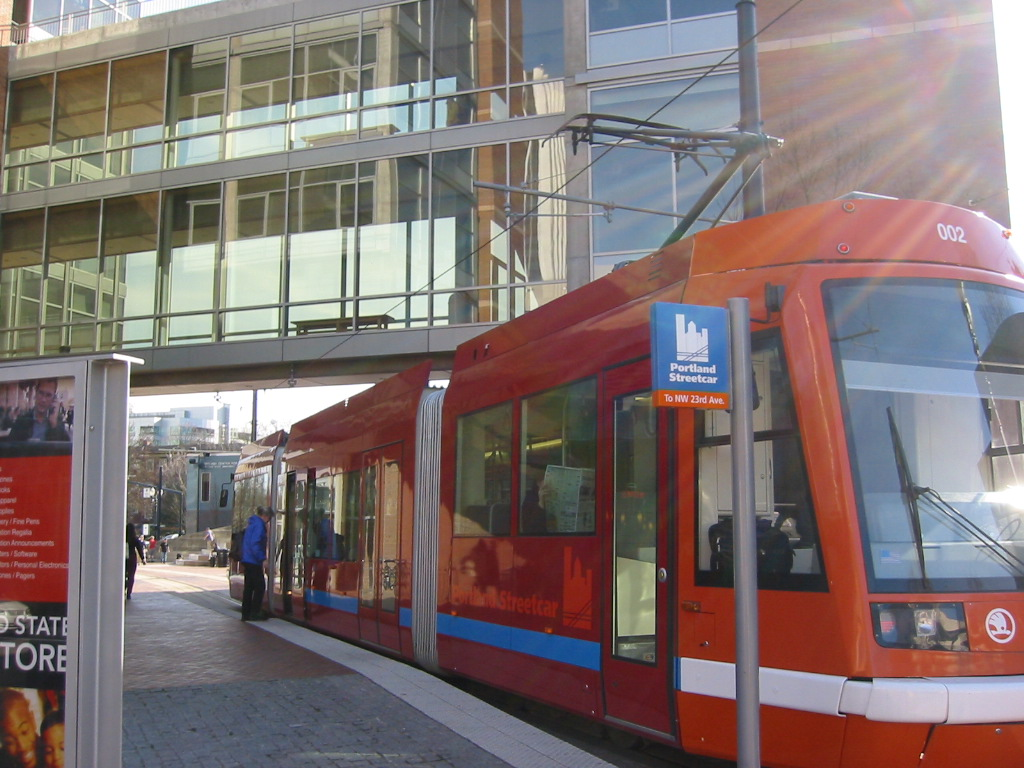
بورتلاند ترام في أوربان بلازا بالجامعة

تحتوي الجامعة على أربعة مبانٍ لمواقف السيارات: اثنان منها يقعان في شارع 6؛ واحد في شارع 12 في الطرف الشمالي الغربي للحرم الجامعي ؛ والجادة الخامسة بين شارعي مونتغمري وهاريسون. يوجد موقف سيارات للضيوف في الطرف الجنوبي من قاعة شاتوك.
تتوفر أيضًا حافلات مكوكية من خلال جامعة أوريغون للصحة والعلوم وكلية بورتلاند المجتمعية في إس دبليو هاريسون ستريت في إس دبليو برودواي. بالإضافة إلى استخدام النقل الجماعي، تضم الجامعة أيضًا عددًا كبيرًا من الطلاب الذين يسافرون بالدراجة.

## ألعاب رياضية

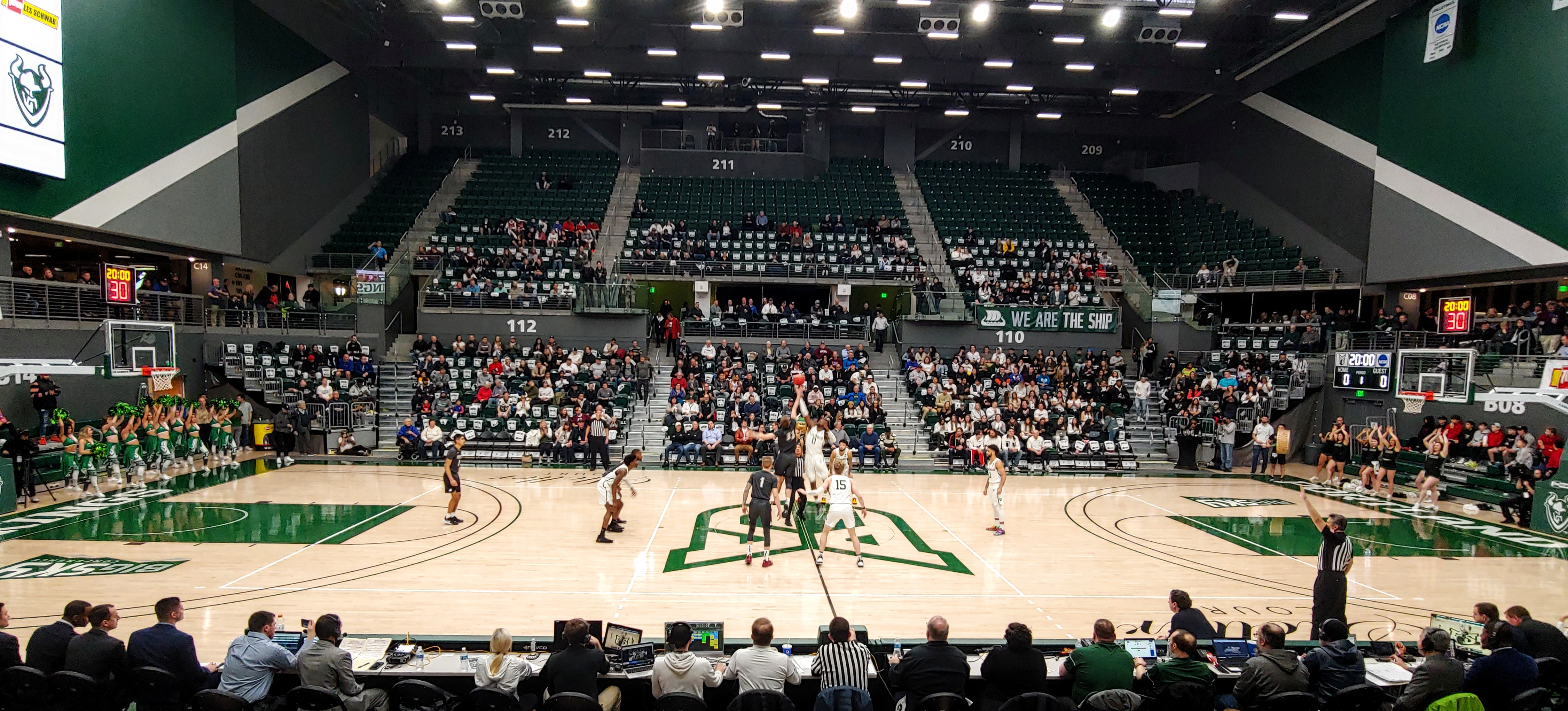
يُعد جناح فايكنج موطنًا لكرة السلة والكرة الطائرة للفايكنج.

تتنافس بورتلاند ستيت على مستوى القسم الأول من الرابطة الوطنية لرياضة الجامعات في كرة القدم وكرة السلة والكرة الطائرة النسائية والجولف وكرة القدم والتنس والكرة اللينة والمسار والميدان الداخلي والخارجي وعبر الضاحية كعضو في مؤتمر بيج سكاي. يتنافس فريق كرة القدم في القسم الأول FCS (تقسيم بطولة كرة القدم).
قبل انضمامها إلى القسم الأول ، فازت المدرسة ببطولات الرابطة الوطنية لرياضة الجامعات القسم الثاني في الكرة الطائرة النسائية والمصارعة. كما احتلت المدرسة المركز الثاني مرتين على المستوى الوطني في كرة القدم ومرة واحدة في كرة السلة للسيدات على مستوى القسم الثاني.
ألوان ولاية بورتلاند خضراء وبيضاء ، وتميمة الفايكنج الخاصة بها هي «فيكتور إي فايكنغ». من بين أكثر الرياضيين السابقين في ولاية بورتلاند ، فريمان ويليامز ونيل لوماكس . كان ويليامز قائد التهديف الفردي لكرة السلة للرجال في الرابطة الوطنية لرياضة الجامعات في 1977 و1978. كان لوماكس لاعب الوسط الذي سجل رقما قياسيا والذي لعب دور البطولة مع سانت لويس كاردينالز في اتحاد كرة القدم الأميركي في منتصف الثمانينيات. تم تنفيذ جريمة كرة القدم «الجري واطلاق النار» لأول مرة على مستوى الكلية في جامعة بورتلاند الحكومية بواسطة المدرب داريل «ماوس» ديفيس . مساعد مدرب في ولاية بورتلاند ، تولى ديفيس منصب المدير الفني في عام 1975 بعد رحيل رون ستراتن. وراء هجومه الثوري الجديد «اركض واطلاق النار» (الذي تم تطويره في أواخر الستينيات في هيلزبورو (OR) HS) ولاعب قورتربك قوي التسليح يُدعى جون جونز ، قاد ديفيس برنامج فايكنج إلى آفاق جديدة سجل 8-3، بما في ذلك علامة المنزل 5-0 مثالية. كان المدافعون عن فريق ديفيس هم لوماكس وجونز.
تقام مباريات كرة القدم المنزلية خارج الحرم الجامعي في ملعب هيلزبورو، وتقام المباريات المنزلية لكرة السلة داخل الحرم الجامعي في جناح فايكنغ. في عام 2008، حصل فريق كرة السلة للرجال على أول عرض له على الإطلاق في بطولة NCAA .

## الخريجين وأعضاء هيئة التدريس

### خريج متميز
يوجد بالجامعة العديد من الخريجين في القانون والحكومة، بما في ذلك باربرا روبرتس، الحاكمة الرابعة والثلاثين لولاية أوريغون، والقاضية الفيدرالية الأمريكية آنا جيه براون، والدبلوماسيين الأمريكيين جوزيف لوبارون وماريسا لينو . بيتي روبرتس، أول امرأة تعمل في المحكمة العليا في ولاية أوريغون ، ومارغريت كارتر ، أول امرأة أمريكية من أصل أفريقي يتم انتخابها لعضوية مجلس النواب في ولاية أوريغون، هي أيضًا من خريجي الجامعة. كاستن نمرا، الرئيس السابع لجمهورية جزر مارشال، وأرنولد آي بالاسيوس، الحاكم الثاني عشر لكومنولث جزر ماريانا الشمالية، من خريجي جامعة ولاية بورتلاند أيضًا.
أنتجت ولاية بورتلاند العديد من الأكاديميين عبر العلوم والإنسانيات. من بين الخريجين:عالم الأنثروبولوجيا الثقافية وأستاذ في جامعة ديوك لي دي بيكر. مايكل كازين، مؤرخ وأستاذ بجامعة جورجتاون؛ دالي يانغ أستاذ العلوم السياسية بجامعة شيكاغو. توماس تالبوت، أستاذ الفلسفة في جامعة ويلاميت؛ وهانس جي فورث، أستاذ علم النفس في الجامعة الكاثوليكية الأمريكية.
الكاتب فرانسيسكو لاجونا كوريا؛ الشعراء مايكل ديكمان وجون سيبلي ويليامز؛ والروائيان ديبورا ج. روس وديفيد جيمس دنكان من بين خريجي الجامعة. مايك ريتشاردسون، ناشر ومؤسس دارك هورس كومكس، هو خريج أيضًا. في عام 2007، تبرعت شركة دارك هورس بنسخ من جميع أعمالها المنشورة إلى مكتبة جامعة بورتلاند الحكومية، التي تحتفظ بمجموعة تصفح لعناوين الكتب، بالإضافة إلى مجموعة بحثية تتضمن أيضًا كل «طباعة ، وملصق، وتمثال، وشكل، وكل شيء آخر. منتجات.» 
في العلوم ، تضم قاعدة خريجي الجامعة عالم الكمبيوتر والحائز على جائزة تورينج إيفان ساذرلاند، والفيزيائي النظري محمد أسلم خان خليل، وباحث التوحد بول شاتوك، وباحثة القطب الجنوبي جيل ميكوكي. كما يوجد العديد من النشطاء الاجتماعيين من بين الخريجين أيضًا، بمن فيهم عالم السياسة البريطاني ورائد مبادرة بناء السلام هاري أناستاسيو؛ الناشط الأمريكي الأصلي روبرت روبيدو؛ الناشط في مجال حقوق المثليين بول بوبهام، الذي أسس أزمة صحة الرجال المثليين في مدينة نيويورك وناشط اجتماعي وحاصل على جائزة المدير المجتمعي للقيادة .

تشمل مساهمة الجامعة في فنون الأداء والترفيه الممثلين مارك داكاسكوس وتيرينس نوكس؛ أربع مرات جائزة جرامي - موسيقي الجاز الحائز على جائزة اسبيرانزا سبالدينج؛ الملحن السينمائي روب سيمونسن؛ وجاك إيلي، عازف الجيتار في الملوك. كاتب حائز على جائزة إيمي، وممثل كوميدي، وخبير مشروع خيالي؛ إيان كرمل. كما التحق مغني الروك البديل وعازف الجيتار كورتني لوف أوف هول بالجامعة ، لكنه لم يتخرج.

Notable Portland State alumni:
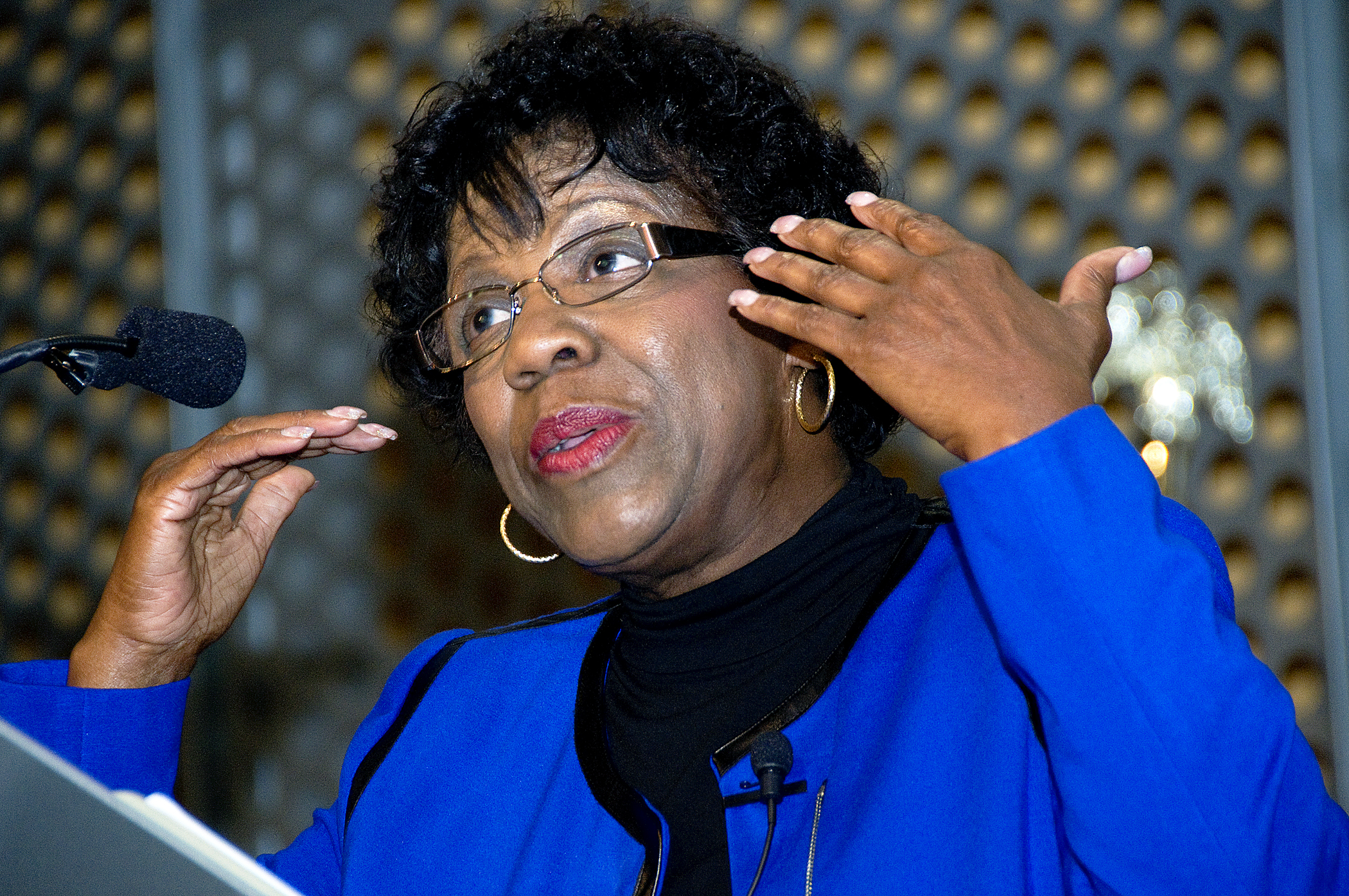
مارجريت كارتر  [لغات أخرى]‏ ، سياسية
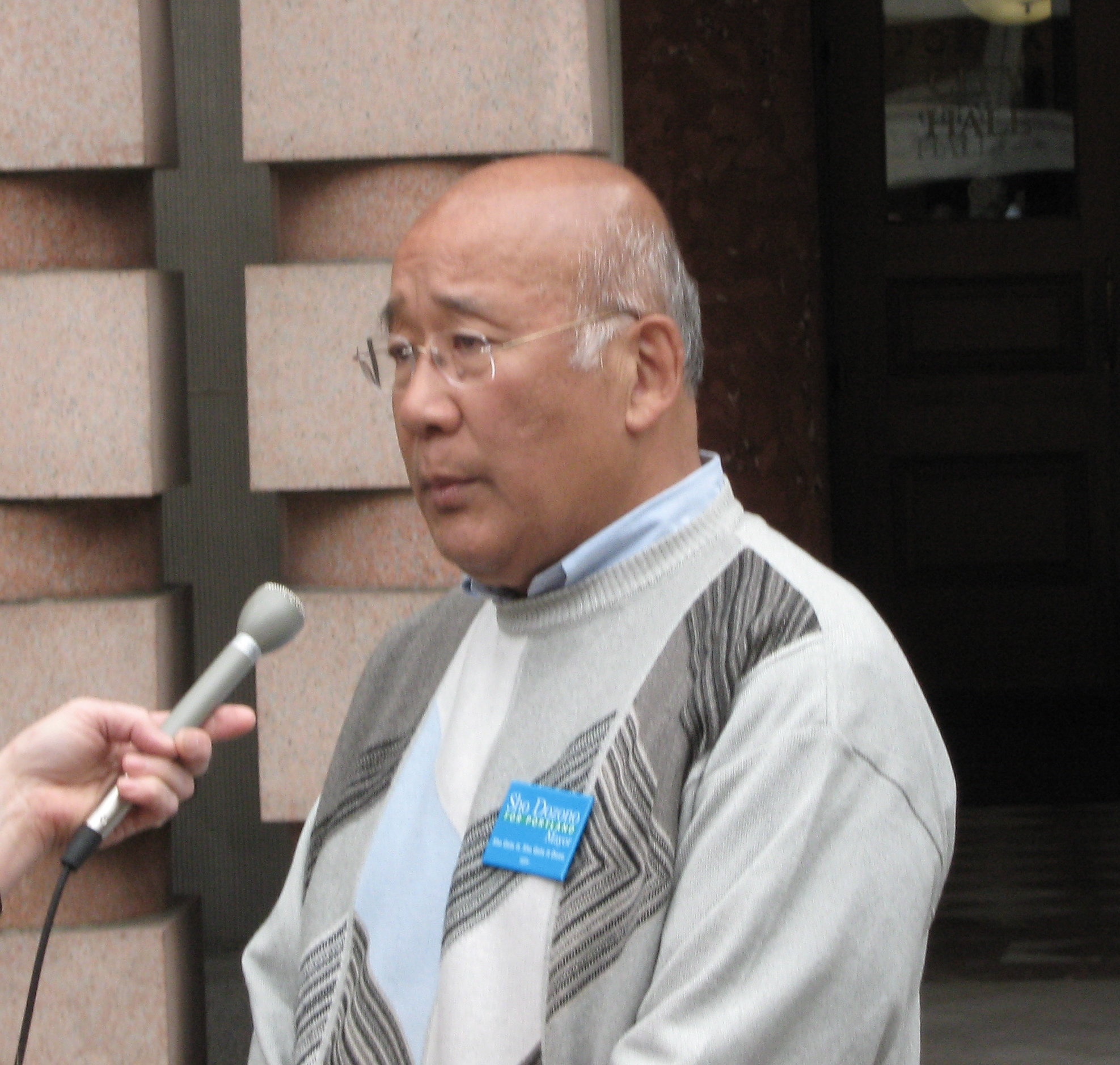
شو دوزونو  [لغات أخرى]‏ ، رجل أعمال
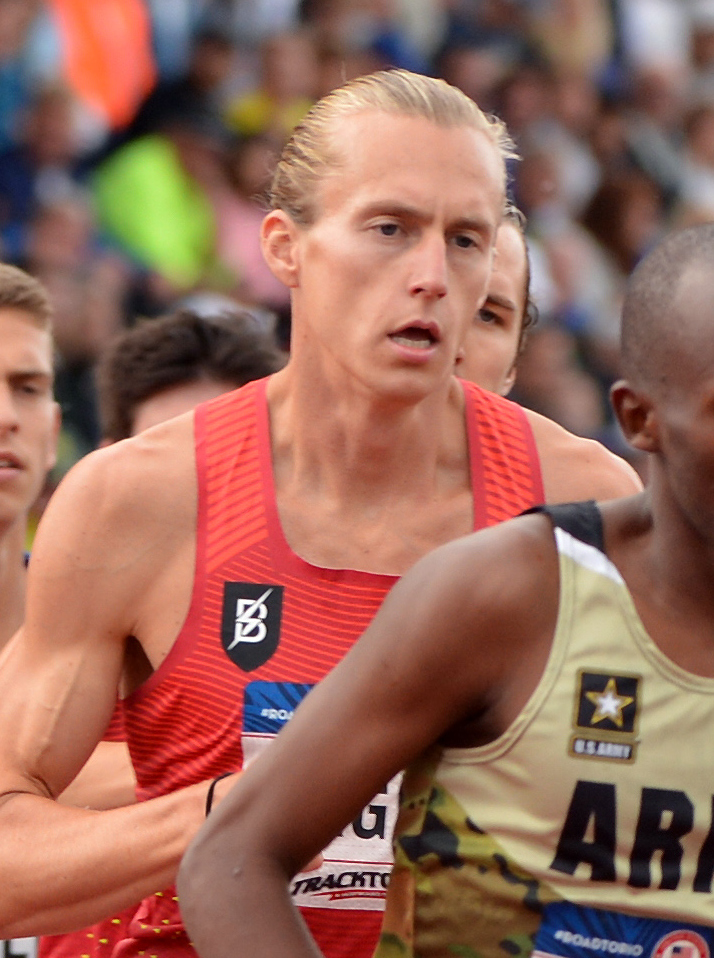
إيفان جيجر  [لغات أخرى]‏ ، عداء مسافة
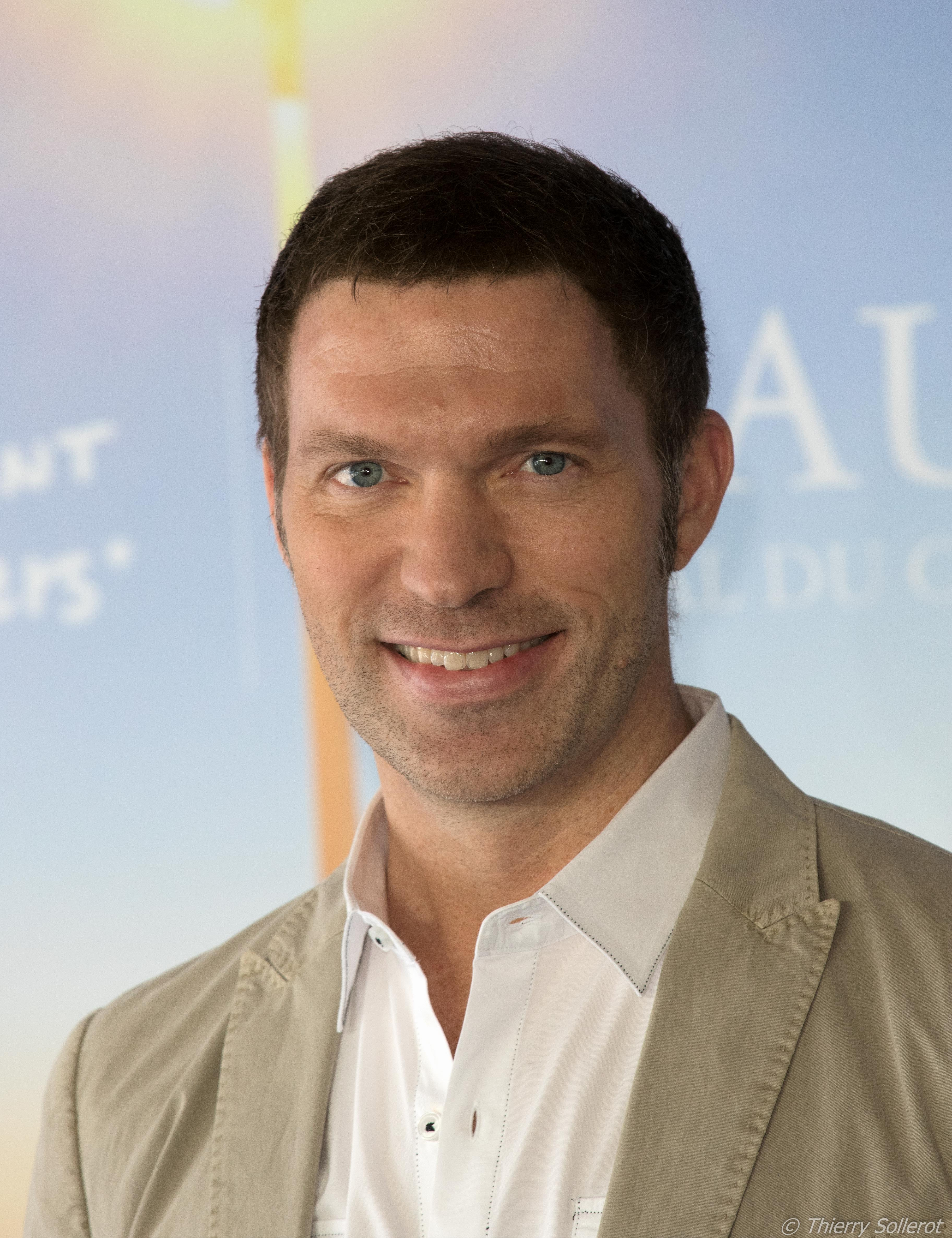
ترافيس نايت ، رسام رسوم متحركة ؛ الرئيس والمدير التنفيذي لشركة لايكا
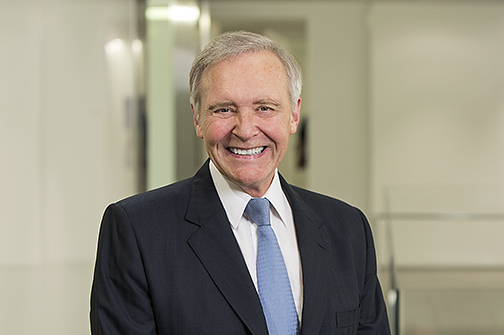
جوزيف لوبارون  [لغات أخرى]‏ ، سفير سابق لدولة قطر
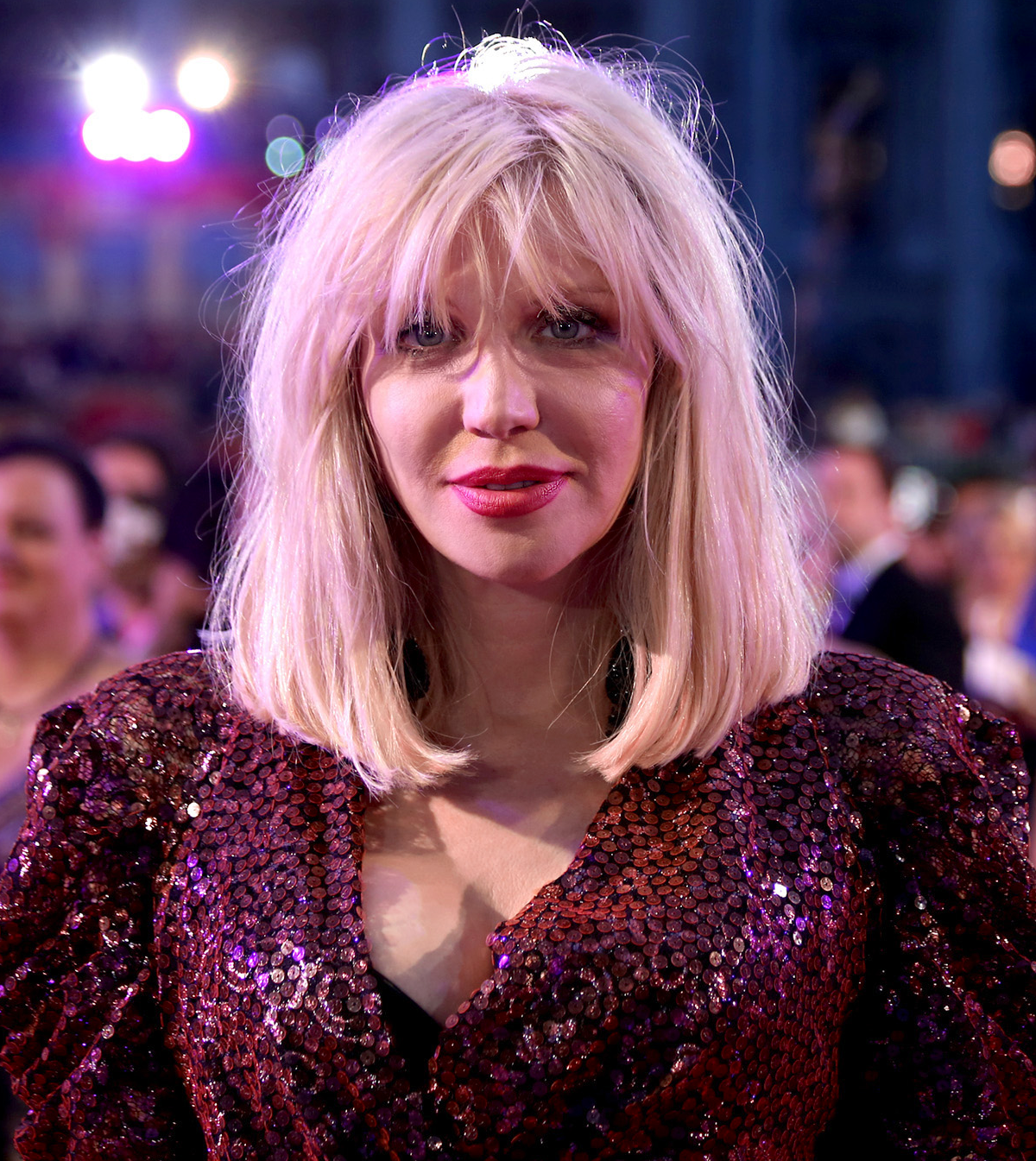
كورتني لوف ، مغنية وموسيقية
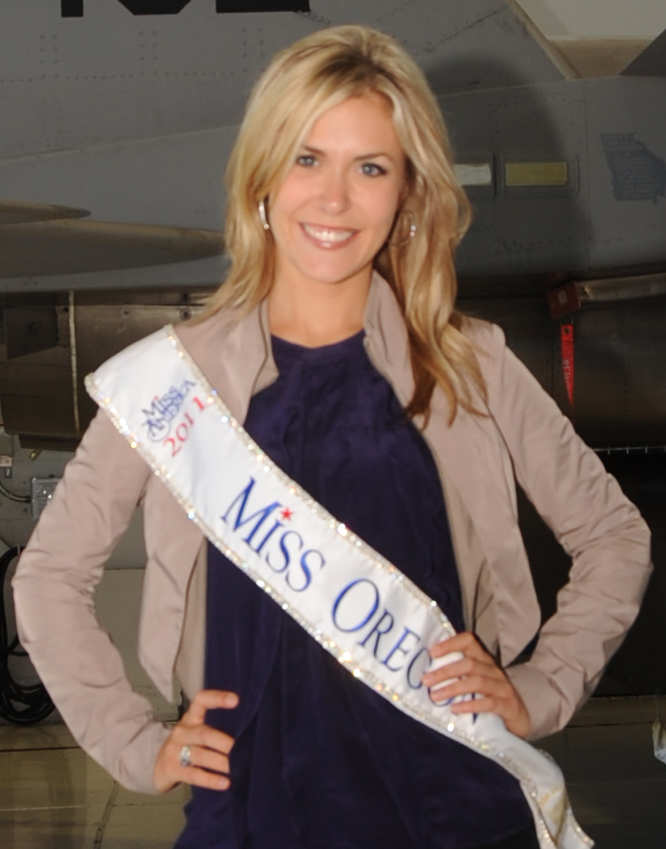
كارولين ماكجوان ، مسابقة ملكة جمال أوريغون  [لغات أخرى]‏ 2011
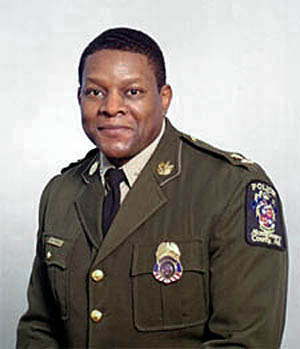
تشارلز موس ، رئيس الشرطة المسؤول عن مكافحة هجمات القناصة عام 2002  [لغات أخرى]‏
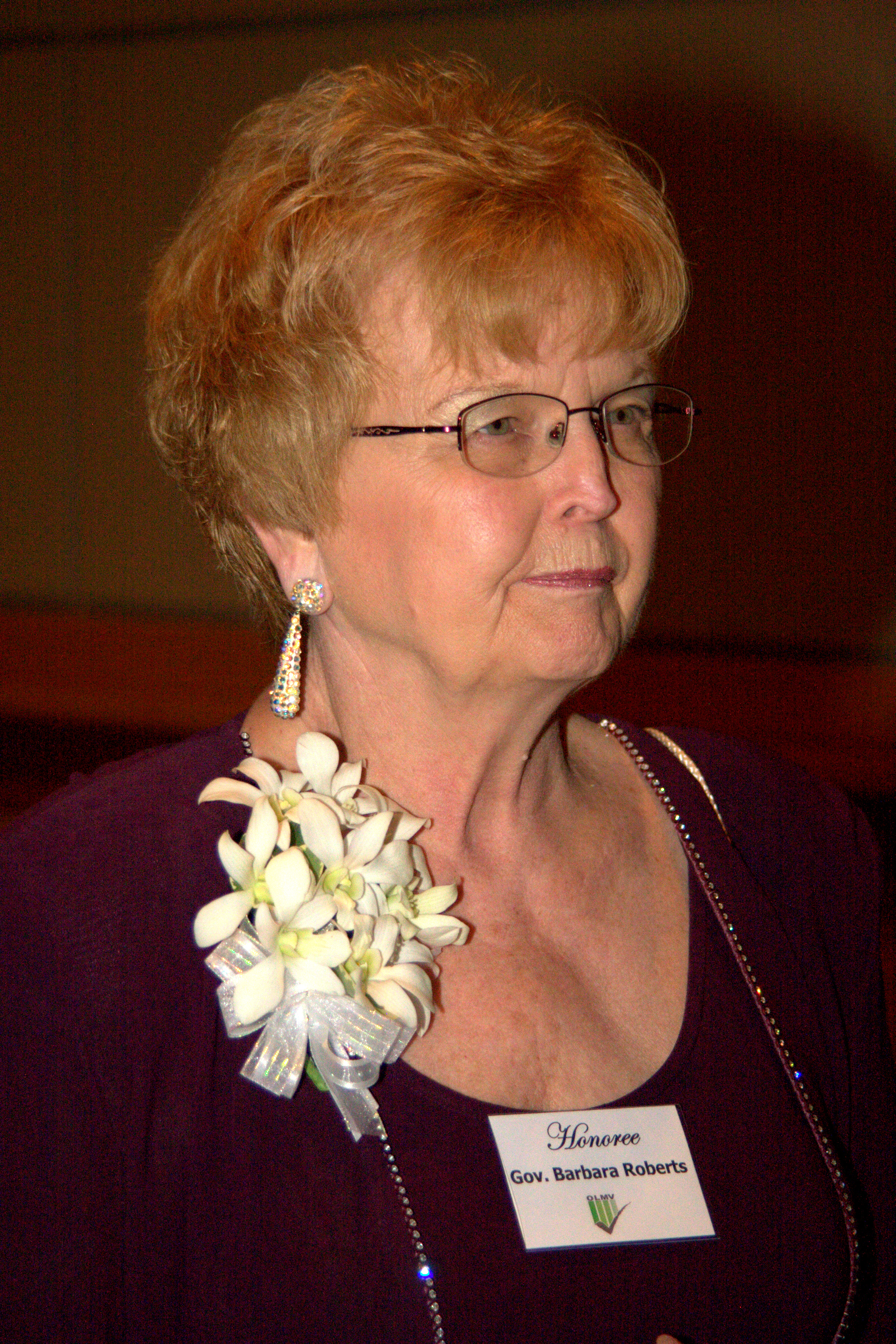
باربرا روبرتس  [لغات أخرى]‏ ، الحاكم الرابع والثلاثون لولاية أوريغون
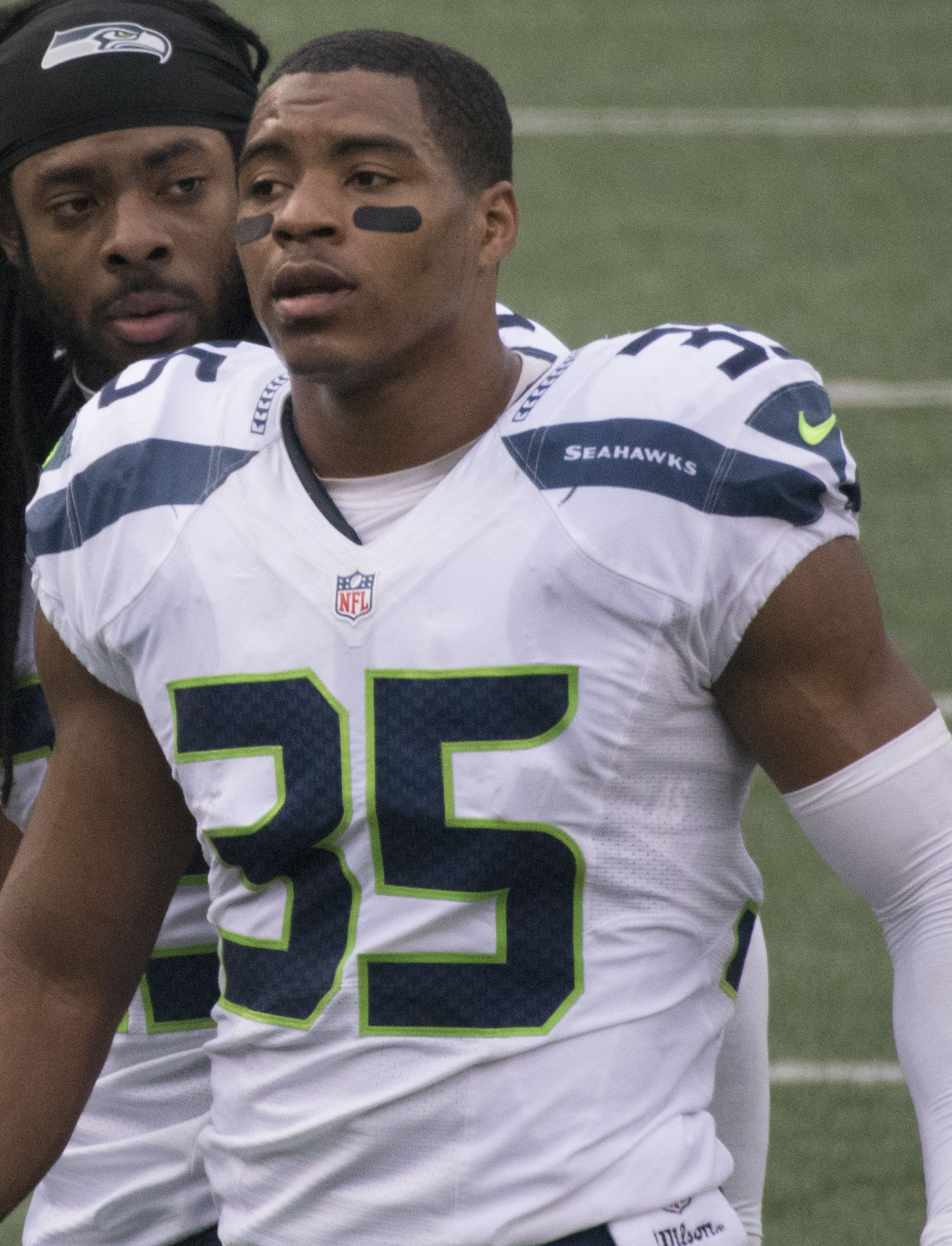
دي شاون شيد  [لغات أخرى]‏ ، لاعب اتحاد كرة القدم الأميركي ( سياتل سي هوكس )
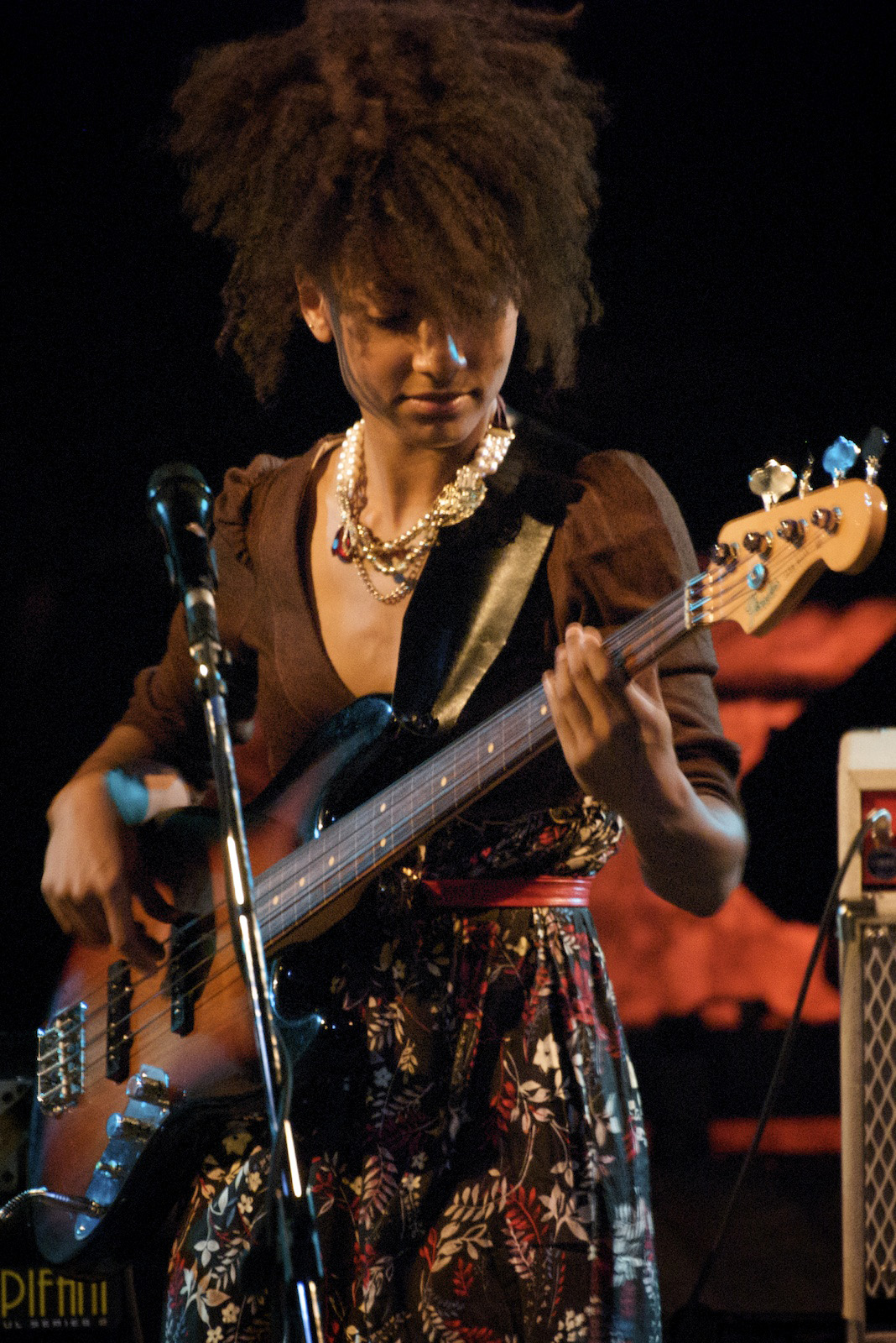
اسبيرانزا سبالدينج ، موسيقي
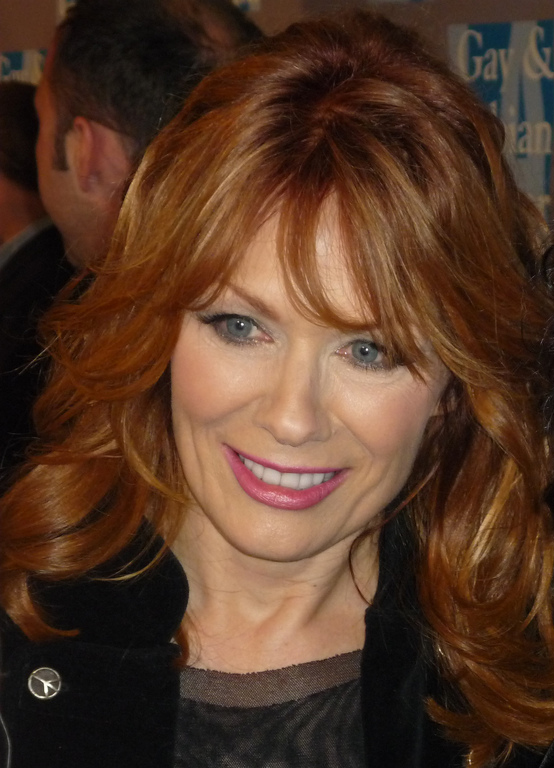
نانسي ويلسون ، مغنية وموسيقية

### أعضاء هيئة التدريس الحاليين والسابقين البارزين

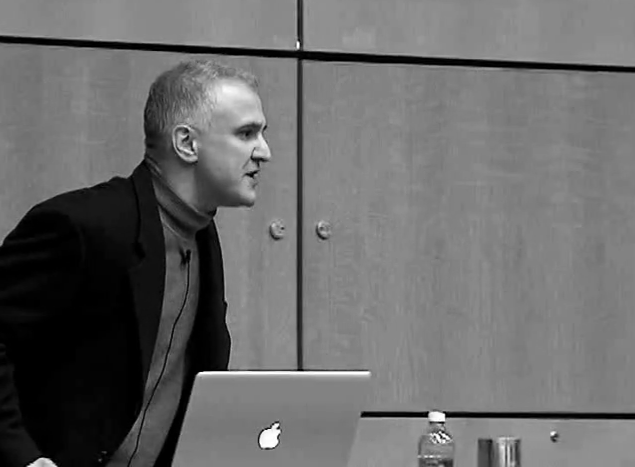
بيتر بوغوصيان أستاذ الفلسفة
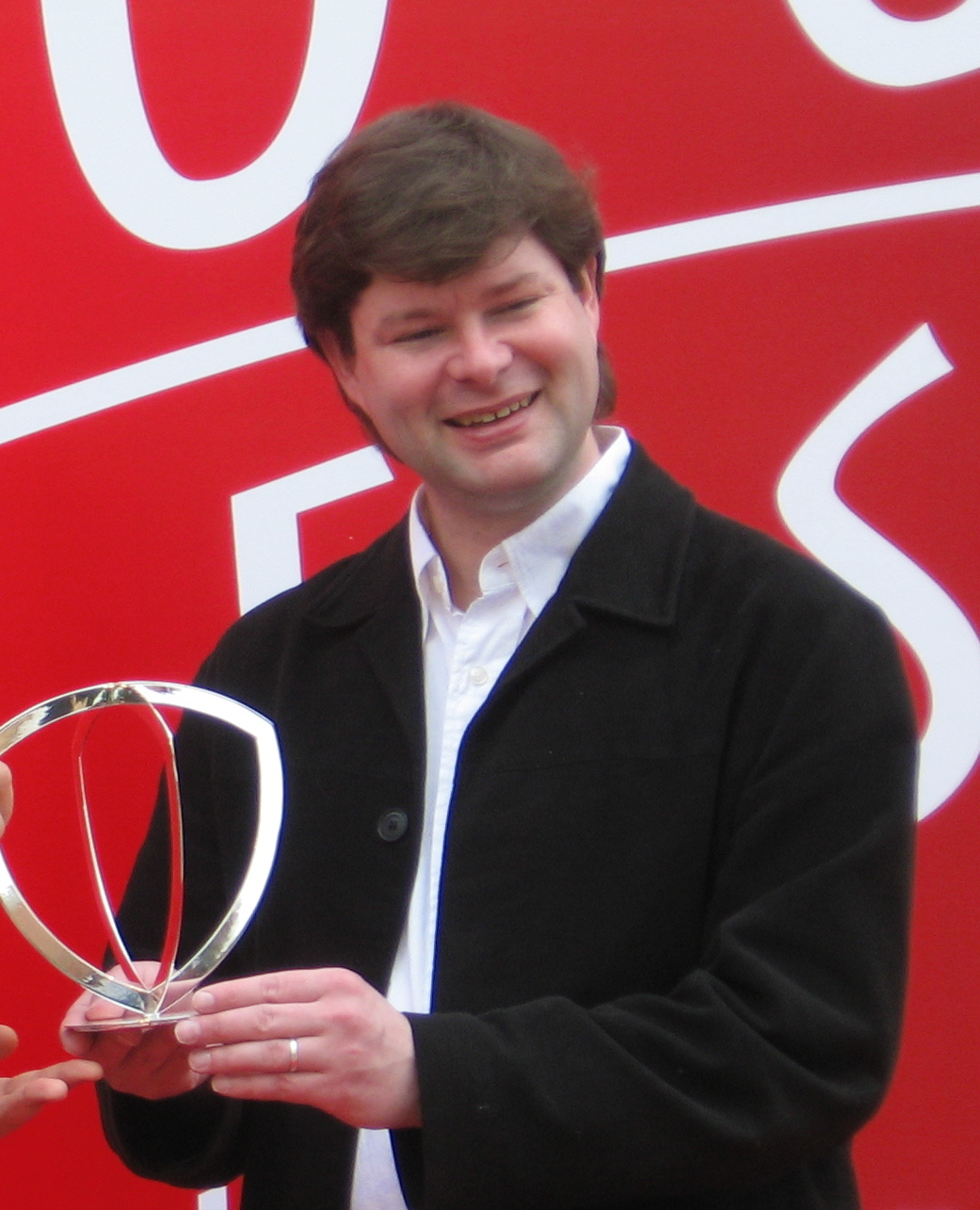
بول كولينز ، كاتب وزميل غوغنهايم  [لغات أخرى]‏
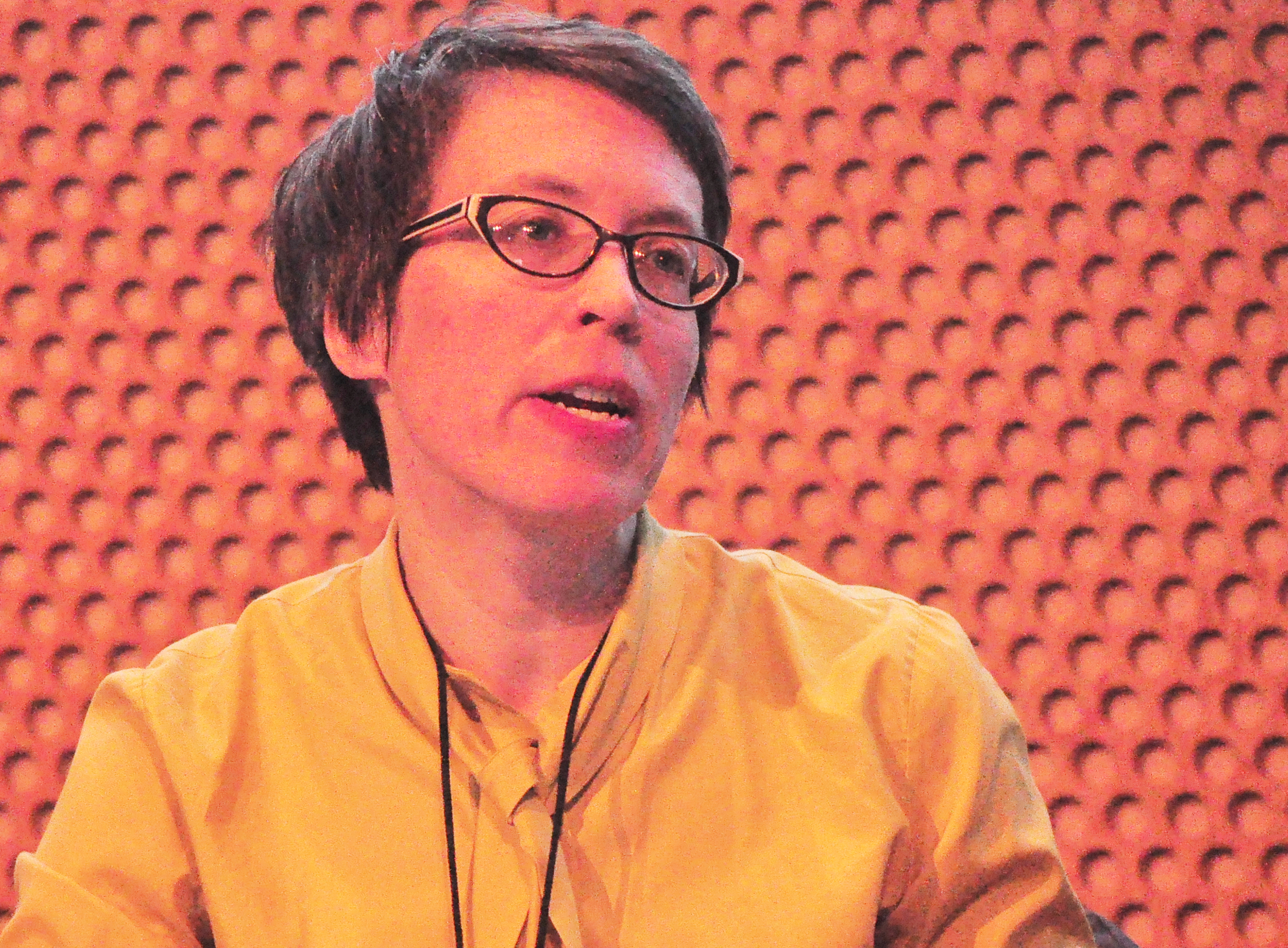
سارة دغير  [لغات أخرى]‏ ، موسيقيّة وباحثة في دراسات المرأة
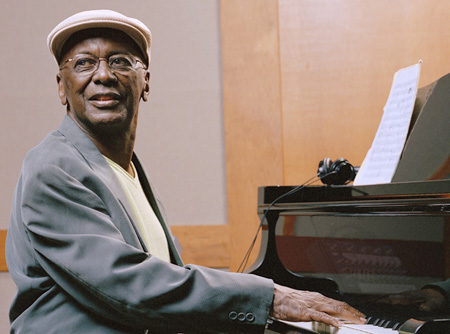
أندرو هيل ، عازف البيانو والملحن
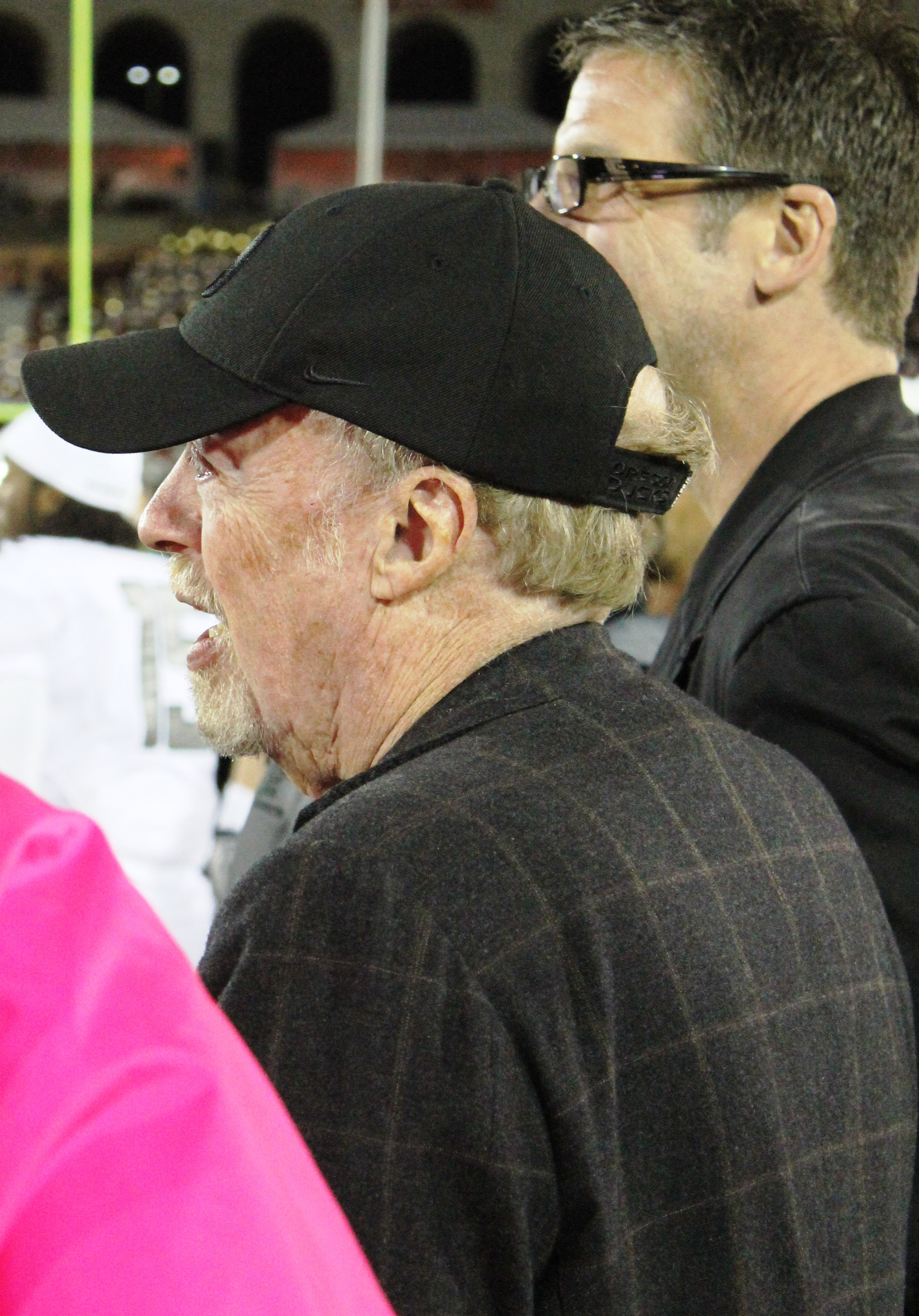
فيل نايت ، الشريك المؤسس لشركة نايكي
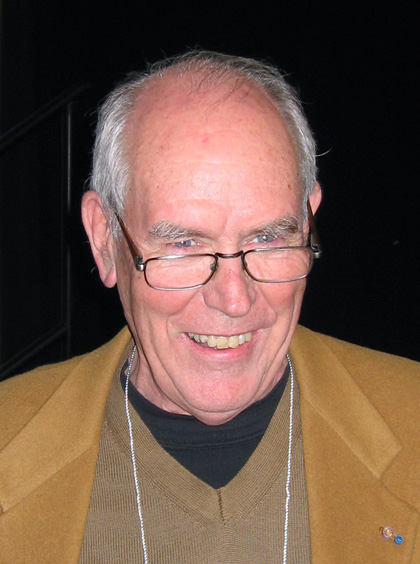
إيفان ساذرلاند ، عالم الكمبيوتر الحائز على جائزة تورينج

## روابط خارجية
- الموقع الرسمي
- موقع ويب جامعة ولاية بورتلاند لألعاب القوى